# Primera guerra del Opio
La primera guerra del Opio o la primera guerra anglo-china fue un conflicto bélico que enfrentó al Reino Unido y el Imperio chino entre 1839 y 1842. El conflicto estalló ante la decisión del gobierno imperial de China de endurecer las medidas contra el tráfico ilegal de opio que narcotraficantes británicos liderados por William Jardine practicaban con relativa impunidad en China.
Las raíces del conflicto se encuentran en los desequilibrios en la balanza de pagos entre el Imperio chino y el Reino Unido. Para poder preservar las reservas de plata del país (que formaban la base monetaria del mismo), desde mediados del siglo XVIII China practicaba una política comercial proteccionista, restringiendo el comercio con Europa al puerto de Cantón, y primaba las exportaciones de sus propios productos (té, seda, porcelana, tejidos) frente a la importación de productos europeos. Los productos chinos solo podían ser adquiridos con plata que los británicos importaban de América y Europa. A fin de corregir el déficit comercial que ello causaba, los británicos comenzaron a exportar opio producido en sus posesiones de la India a China. El tráfico de opio era ilegal tanto en China como en el propio Reino Unido, pero se desarrolló con el consentimiento tácito de las autoridades británicas, deseosas de limitar la pérdida de reservas de plata en Europa.
Para la década de 1830, los narcotraficantes británicos exportaban unas 1400 toneladas de opio al año a China. Esto había producido un vuelco de la balanza de pagos a favor del Reino Unido, y amenazaba con causar una grave crisis monetaria en China. Al mismo tiempo, la epidemia de adicción al opio amenazaba la cohesión social china. Deseoso de acabar con el narcotráfico, en 1839 el emperador Daoguang decretó la incautación de todo el opio en manos extranjeras en Cantón. Esto causó una escalada del conflicto comercial entre China y el Reino Unido a lo largo de 1839, que devino en una declaración de guerra formal en el verano de 1840. Los británicos aprovecharon su superioridad naval para forzar la rendición de China, que cedió Hong Kong a los británicos y accedió a abrir al comercio con Occidente varios puertos de China.
La primera guerra del Opio marcó el comienzo del declive definitivo de la dinastía Qing, que fue incapaz de resistir la superioridad militar de Occidente. China quedó cautiva del imperialismo occidental y japonés.

## Antecedentes
La primera guerra del Opio estalló en el contexto de la expansión comercial europea en China. La presencia activa de comerciantes europeos en China comenzó sobre todo con el establecimiento de la colonia portuguesa de Macao en la desembocadura del río de las Perlas en 1557, durante la segunda fase de la dinastía Ming. Su presencia en las costas de China garantizaba a los portugueses un contacto directo con el mercado chino, y pronto se convirtieron en los grandes intermediarios entre China y el resto de comerciantes europeos.
Posteriormente, otras potencias europeas comenzarían a conquistar posesiones territoriales en el extremo oriente. El Imperio español tomó las Islas Filipinas en 1566 y fundó el puerto de Manila en 1571, desde donde se gestionaba una ruta comercial entre China y el Virreinato de Nueva España: seda, especias y porcelanas chinas eran intercambiadas por la plata que España extraía de sus posesiones americanas.
Las Provincias Unidas establecieron en 1619 una importante colonia en Batavia (actual Yakarta, en Indonesia), en Penghu (1603) y finalmente en la isla de Formosa (1624), actual Taiwán. Desde estas posesiones los comerciantes neerlandeses comenzaron la exportación de bienes chinos como el té, la porcelana o los productos lacados.
Hasta mediados del siglo XVII, el comercio con China fue relativamente modesto, y era llevado a cabo sobre todo por medio de intermediarios, bien comerciantes chinos o portugueses. Estos intermediarios exportaban productos chinos a las posesiones europeas en el extremo oriente, donde se intercambiaban sobre todo por plata.
El intercambio de plata con Occidente se convertiría en crucial para el Imperio chino. La base monetaria china era la plata, partiendo de la cual se calculaban los impuestos y se realizaban las grandes transacciones comerciales. La principal fuente de plata en el extremo oriente era Japón. Cuando en 1639 el shogunato Tokugawa cerró Japón al comercio con occidente, el comercio entre China y Japón se resintió, y occidente pasó a convertirse en la principal fuente de reservas de plata del Imperio Chino.
A fin de garantizar un continuo influjo de plata, en 1685 el emperador Kangxi (1662-1723) emitió un edicto imperial autorizando la apertura de todos los puertos chinos a los barcos extranjeros. El edicto de Kangxi también regulaba las condiciones de dicho comercio, que había de desarrollarse sobre la base de varias restricciones. Principalmente, el comercio sólo podía tener lugar por medio de un intermediario comercial que recaudaba todos los impuestos aduaneros en nombre del emperador. Por razones de índole geográfica, el comercio europeo se desarrolló sobre todo en los puertos de Cantón, Zhoushan y Amoy, en la costa sureste de China.

### Relaciones comerciales entre China y el Imperio británico
Los comerciantes británicos empezaron a llegar a China en 1635, aunque su presencia en China fue esporádica hasta que en 1683 la dinastía Qing conquistó Taiwán, por entonces en posesión de los Países Bajos. La expulsión de los neerlandeses de Taiwán supuso su repliegue a sus bases de Batavia, y los forzó a centrarse en defender su monopolio comercial con Japón. Esto facilitó la entrada de la Compañía Británica de las Indias Orientales en China en el momento preciso en que daba comienzo la laxa política comercial del emperador Kangxi. En pocos años la Compañía Británica de las Indias Orientales pasó a dominar el comercio europeo con China. Esto también estuvo facilitado por el monopolio legal que ostentaban en el comercio entre el Reino Unido y la India, y entre el Reino Unido y China.
Los británicos se asentaron sobre todo en Cantón, el puerto comercial más cercano a la India. A partir de 1700, Cantón pasaría a ser el principal centro del comercio con China. Los británicos desarrollaron un comercio triangular, basado en adquirir seda, té y porcelana chinas a cambio de plata que los británicos obtenían de los españoles en Manila, donde obtenían la plata por medio de la venta de parte de la seda y la porcelana.

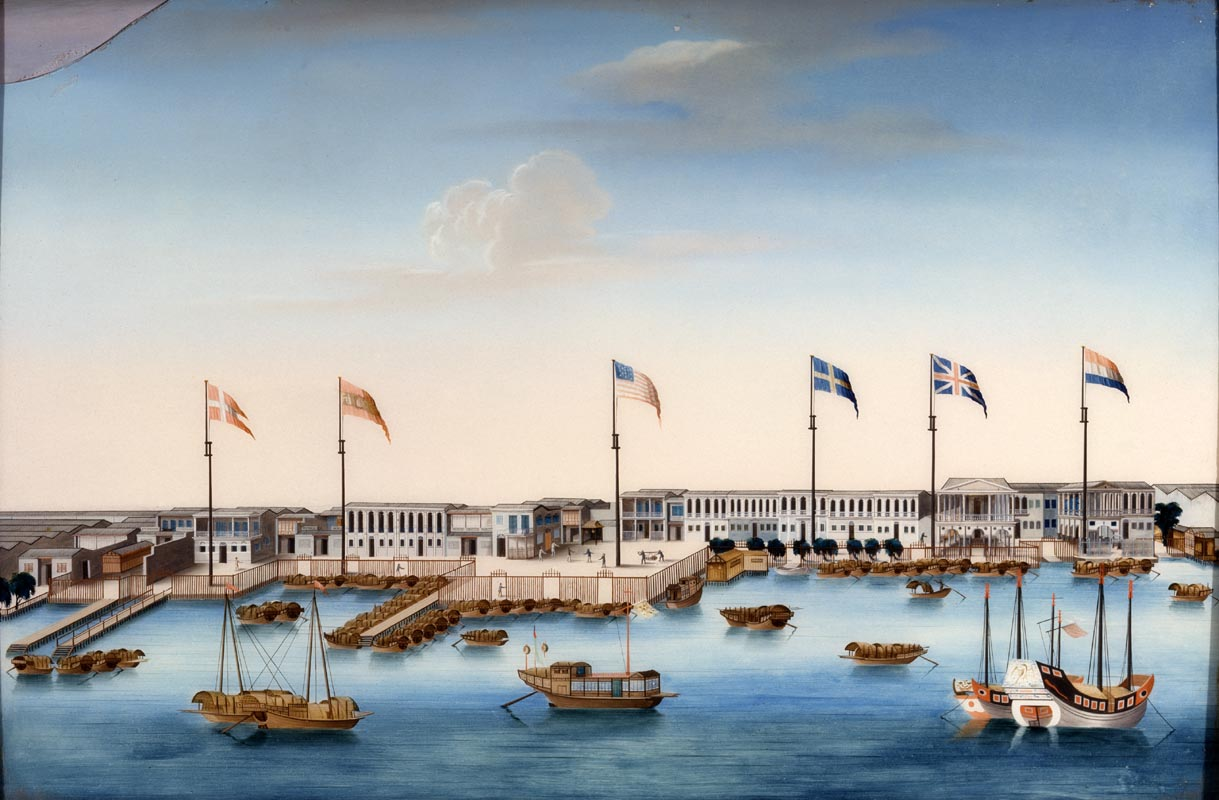
Vista del distrito de las factorías de Cantón a principios del. El distrito estaba situado fuera del recinto amurallado de Cantón, al suroeste de la ciudad, y frente al río de las Perlas. Los occidentales tenían prohibido abandonarlo, salvo para dirigirse a Macao.

A fin de regular de forma más eficaz el comercio, en 1720 Kangxi remplazó a los intermediarios comerciales por un organismo colegial llamado Co-hong, formado por una serie de gremios o clanes comerciales llamados hong, que concentraban todo el comercio entre China y Europa. El número de hong varió entre 10 y 30 clanes, y pasaron a dominar todo el comercio entre China y Europa.
La relativa facilidad para el comercio entre Europa y China fue revertida en 1757, con el establecimiento del llamado Sistema de Cantón. Ese año, el emperador Qianlong (1736-1796) decidió cerrar al comercio occidental todos los puertos de China a excepción del puerto de Cantón. Obligó a los comerciantes extranjeros a establecerse a las afueras de Cantón junto al río, en el llamado distrito de las factorías de Cantón. Los europeos tenían prohibido abandonarlo salvo en la época de lluvias, cuando abandonaban Cantón para residir en Macao, bajo control portugués. Qianlong también introdujo importantes restricciones relativas al intercambio de bienes comerciales, permitiendo solo el intercambio de productos chinos por plata, y reguló más si cabe la actividad de los comerciantes hong, que eran ahora responsables del buen comportamiento de los europeos en China.
Las razones de Qianlong para ello eran de índole mercantilista y geopolítica. Con su política comercial restrictiva, pretendía evitar la fuga de reservas de plata y posicionar la balanza de pagos a favor de China, por cuanto la demanda europea de té y sedas chinas no dejaba de crecer. La necesidad de un continuo influjo de plata era fundamental para garantizar el crecimiento económico y la estabilidad interna de China. Esto se había convertido en un objetivo de envergadura, debido sobre todo a dos circunstancias que habían restringido los influjos de plata en la década anterior a 1757. Primero, la guerra del Asiento (1739-1740) entre España y el Reino Unido había congelado las exportaciones de plata de América a China. Segundo, desde la década de 1720 el antaño lucrativo comercio de porcelana y de productos lacados chinos había entrado en claro declive. Esto fue debido sobre todo a que hasta 1708 la única fuente de porcelana del mundo era China, que guardaba celosamente el secreto de su fabricación. Sin embargo, en 1708 el desarrollo de la porcelana de Meissen en Sajonia puso fin al monopolio chino: al tiempo que las manufacturas de porcelana se generalizaban en Europa, el comercio de la porcelana china, uno de los más lucrativos, declinó rápidamente. Aunque el comercio de seda y té se mantuvieron, Qianlong temía que el rápido declive en la exportación de bienes lucrativos llevara a desequilibrios comerciales. Finalmente, Qianlong también pretendía evitar que la presencia extranjera condujera a disturbios o rebeliones como las que habían recientemente llevado al Imperio Mogol de la India a convertirse en vasallo de la Compañía Británica de las Indias Orientales.
En un principio, las restricciones comerciales de Qianlong tuvieron éxito. Los comerciantes occidentales, con la Compañía Británica de las Indias Orientales a la cabeza, aceptaron estas restricciones por lo lucrativo del comercio con China, y porque facilitaba la protección de su propio monopolio comercial entre China y el Reino Unido si solo había un puerto donde comerciar. Sostenido sobre todo por la insaciable demanda británica de té, para la década de 1790 el comercio entre China y el Reino Unido suponía el 10 % del PIB de Gran Bretaña. Entre 1650 y 1790, China había recibido 28 millones de kilogramos de plata importada por comerciantes europeos a cambio de productos chinos.

### Déficit comercial entre China y Europa
El proteccionismo comercial chino pronto desembocó en un gran desequilibrio de la balanza de pagos comercial a favor de China. Pese a ello, a lo largo del siglo XVIII el comercio entre China y Europa se mantuvo relativamente estable. Esto se debía a la creciente demanda de productos chinos en los mercados europeos, y al fácil acceso que los comerciantes europeos tenían a fuentes baratas de plata, fundamentalmente las minas españolas en América.
Las consecuencias del desequilibrio comercial en China fueron considerables. Por un lado, China se volvió completamente dependiente de las importaciones de plata extranjera. Por otro, se generó una gran inflación interna, y una devaluación considerable del valor de la plata. Esto facilitó la explosión demográfica vivida por China durante el reinado de Qianlong, pues el colapso del tipo de cambio entre el cobre, usado por las clases populares chinas como moneda corriente, y la plata que servía de base sobre la que se fijaban impuestos, supuso de facto un gran rebaja fiscal al campesinado chino.
Las consecuencias del desequilibrio comercial en Europa empezaron a dejarse ver de forma gradual hacia finales del siglo XVIII, cuando la expansión económica de Europa empezó a acrecentar la necesidad de incrementar la circulación de metales preciosos en Europa. A fin de mantener el comercio con China, los países europeos, con el Reino Unido a la cabeza, empezaron a arriesgar la escasez de plata en Europa para poder satisfacer la demanda de la misma que sus comerciantes tenían en Asia.
Las necesidades internas de plata en Europa se vieron complicadas por problemas en el suministro de la misma. En primera instancia, las guerras entre Gran Bretaña y España desde mediados del siglo XVIII interrumpieron el suministro en el mercado internacional de plata, causando crisis monetarias en Europa. En segunda instancia, la independencia de los Estados Unidos y, sobre todo, de las colonias españolas de México y Perú acabó con el suministro de plata barata mundial.
Para la década de 1820, sin plata barata de América a su disposición, los mercaderes europeos empezaron a importar plata directamente de Europa. Esto alarmó al gobierno británico, y generó gran animosidad hacia China por lo que se percibía como una política proteccionista y egoísta de China. A esto se añadía el hecho de que la demanda de bienes europeos en China era muy reducida, con lo que si se excluye el tráfico de opio, el déficit comercial a favor de China se mantuvo a lo largo de las primeras décadas del siglo XIX.

### Comercio del opio

Gráfico del crecimiento de las importaciones de opio a China entre 1650 y 1880.

El comercio del opio fue desarrollado por británicos y holandeses a fin de compensar los desequilibrios comerciales causados por la política mercantilista del Imperio Chino.
El comercio con China no dejó de crecer entre 1790 y 1839. La principal razón era la gran demanda británica de té, por entonces sólo cultivado en China. La otra razón fue la introducción gradual del opio en China. El consumo de opio estaban explícitamente prohibidos en China desde 1729 durante el reinado del emperador Yongzheng, aunque su cultivo era conocido en China desde la dinastía Tang, y siempre había existido una modesta industria de producción local. Su narcotráfico había sido un asunto menor hasta que en la década de 1780 los neerlandeses y los británicos se dieron cuenta de que podían reducir su déficit comercial con China y la necesidad de importar plata si comenzaban el contrabando de opio en China.

#### Producción de opio en la India y Java
Los neerlandeses controlaron inicialmente la mayor parte de la producción de opio destinado a China con extensas plantaciones en sus posesiones de la isla de Java. Mientras tanto, los británicos comenzaron a producirlo en pequeñas cantidades en sus colonias de Bengala y la llanura del Ganges. La producción británica de opio en la India se desarrolló en un primer momento con base en la industria local que habían heredado del Imperio Mogol, y que los mogoles habían usado sobre todo para vender opio no refinado dentro de su propio imperio. A diferencia de los mogoles, los británicos pronto supieron apreciar el valor del opio como un valioso bien de exportación. Aunque la Compañía de las Indias Orientales aducía que ni producía ni exportaba opio, estableció leyes y medidas fiscales para facilitar su cultivo y refinado. No sólo eso, fundó en Calcuta un órgano regulador, la Junta de Aduanas, Sal y Opio, dedicado a controlar la calidad de las exportaciones de opio. Las amapolas no podían ser cultivadas sin el permiso expreso de la Compañía. El opio no podía ser refinado por entidades privadas, y todas las amapolas debían ser vendidas a la Compañía con un precio fijo. La Compañía luego celebraba subastas públicas durante los meses de noviembre a marzo, y se embolsaba la diferencia entre el precio de venta en subasta y los costes bases de las amapolas y los asociados al refinado. Peso a estas medidas, la ocupación de la India por parte de la Compañía era un negocio ruinoso para la misma, y sólo podía ser financiado gracias a las ganancias que la misma extraía del comercio legítimo con China.
En un primer momento, el narcotráfico británico de opio fue modesto, pero para finales del siglo XVIII, el cultivo legal del algodón en la India entró en crisis debido a la competencia del algodón de Egipto y del sur de los Estados Unidos. El opio fue rápidamente identificado como un sustituto mucho más lucrativo, y la Compañía empezó a expandir activamente su producción a gran escala a comienzos del siglo XIX.
Con el estallido de las guerras napoleónicas, los británicos ocuparon la isla de Java, donde se centraba la mayor parte de la producción del opio, y pasaron a dominar por completo el narcotráfico con China en detrimento de los Países Bajos, por entonces bajo el mando, teóricamente de Luis Bonaparte, hermano menor y cliente político del gran Corso. La única otra nación que se involucró activamente en el narcotráfico fue los Estados Unidos. A principios del siglo XIX, los mercaderes estadounidenses comenzaron a traficar con opio de Turquía, más barato pero de peor calidad. La competencia entre opio estadounidense y británico llevó a una caída del precio del opio en China, lo que a su vez disparó la demanda del mismo. Los traficantes chinos comenzaron a demandar opio en cada vez mayores cantidades, de tal forma que los británicos doblaron la producción del mismo en la India entre 1804 y 1820.

#### Rutas del opio
El opio británico entraba en China de la mano de narcotraficantes británicos que adquirían el opio de la Compañía en la India y lo llevaban de contrabando a Cantón, donde lo vendían a traficantes locales a cambio de plata china. La Compañía tenía el monopolio comercial entre China y Europa, y entre la India y Europa, pero no en el comercio entre la India y China, con lo que la mayor parte del narcotráfico fue dejado en las manos de empresas privadas y de particulares. Para 1780 el consumo de opio en China era lo suficientemente notorio como para que Qianlong emitiera un edicto ratificando la prohibición que su padre había hecho del consumo mismo, y de nuevo en 1796 Jiaqing había ratificado la prohibición total de su narcotráfico. Para 1799 el emperador Jiaqing había ordenado al gobernador general de Cantón que erradicara su tráfico.
A fin de evadir a las autoridades chinas, los narcotraficantes británicos empezaron a reconvertir barcos viejos en almacenes flotantes de opio, a los que trasladaban sus cargas desde la India y que usaban para distribuir de forma local el opio entre sus contactos chinos. Estos barcos solían estar posicionados en la desembocadura del Río de las Perlas, aprovechando las múltiples islas y bahías deshabitadas de la zona (sobre todo, la isla de Lintin), y las dificultades que los barcos de guerra chinos tenían para navegar en alta mar. La plata china que obtenían de la venta del opio era luego usada en el comercio legal con los hong para adquirir té u otros productos legales que exportaban a Europa. En muchos casos, los propios hong participaban en el narcotráfico, bien invirtiendo capital en el mismo, bien controlando parte del narcotráfico interno. La connivencia de los funcionarios locales chinos, a menudo sobornados por los hong y los narcotraficantes, facilitaba el negocio.

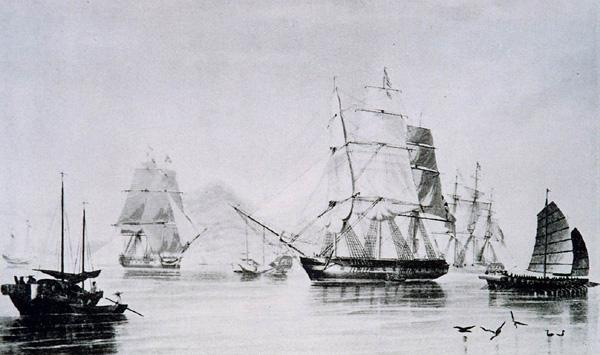
Barco británico traficando opio en China, 1824.

#### Problemas fiscales del gobierno imperial Chino
Entre 1796 y 1804, China se había enfrentado a la devastadora y costosísima Rebelión del Loto Blanco, que había agotado las reservas de plata del gobierno imperial. Con un gobierno imperial desprestigiado y con serios problemas fiscales, entre 1804 y 1820, otra serie de disturbios hicieron las necesidades de plata del gobierno central cada vez más severas. Frente a esto, el comercio del opio se había expandido tanto que la balanza comercial china se había invertido a favor de los británicos.

Que el tráfico de opio era el responsable de esta situación era evidente para las autoridades chinas. El resto de productos importados de occidente, incluyendo el ginseng, pieles, algodones, relojes y herramientas de acero, eran de un valor muy inferior al del boyante tráfico de opio, y al de las exportaciones chinas. La Corte Imperial del Gran Qing debatió activamente como hacer frente al narcotráfico, pero todas sus medidas se veían complicadas por la complicidad de las autoridades locales cantonesas y de los mercaderes hong, que se beneficiaban grandemente de los sobornos y dádivas de los narcotraficantes británicos. Los esfuerzos de las autoridades Qing por reducir la importación de opio por medio de regulaciones y restricciones en su consumo sólo consiguieron incrementar el narcotráfico y la corrupción de los funcionarios chinos locales. En 1810, el emperador Jiaqing emitió un edicto concerniente a la crisis del opio, donde declaraba que 
El opio hace daño. El opio es un veneno, que mina nuestras buenas costumbres y moralidad. Su uso está prohibido por la Ley. Ahora hasta un plebeyo cualquiera, Yang, osa traerlo a la Ciudad Prohibida ¡Se burla de la Ley! Pese a esto, en tiempos recientes los compradores, comedores y consumidores de opio se han vuelto numerosos. Mercaderes engañosos lo compran y lo venden con gran beneficio. Las aduanas de la Puerta de Ch'ung-wen fueron establecidas originalmente para supervisar la recolección de impuestos a las importaciones, sin responsabilidad con respecto al estraperlo de opio. Si limitamos nuestros registros de opio a los puertos marítimos, tememos que los registros no sean lo suficientemente exhaustivos. Por eso ordenamos también a los comandantes generales de la policía y a los censores de las cinco puertas que prohíban y efectúen registros de opio en todas las puertas. Si atrapan a cualquier violador de la ley, deberán castigarlo de forma inmediata y destruir el opio. Con respecto a Kwangtung y Fukien, las provincias de las que viene el opio, ordenamos a los virreyes, gobernadores y superintendentes de las aduanas marítimas que efectúen registros exhaustivos en busca de opio, y acaben con su suministro. ¡No deben dejar esta orden en papel mojado y permitir que el opio sea traficado!

### Cambio en la política comercial británica
Además de la introducción del comercio del opio, una serie de innovaciones económicas y sociales llevaron a un cambio radical de los parámetros de las relaciones sino-europeas hacia comienzos del siglo XIX. El liberalismo económico formulado por los economistas clásicos había llevado al declive de las ideas mercantilistas en Reino Unido. Espoleado por la Revolución Industrial, el Reino Unido empezó a usar su poderío naval para expandir el modelo de comercio liberal, abogando por una abolición de las barreras comerciales y la apertura de mercados. La intención era la apertura de mercados extranjeros a los productos de las colonias británicas, así como mejorar el acceso del público británico a bienes de consumo extranjeros como el té. Además, la adopción del patrón oro en 1821 llevó a la estandarización de los chelines de plata, lo cual redujo aún más la disponibilidad de plata para el comercio con Asia, lo que espoleó el deseo del gobierno británico de adquirir mayores derechos comerciales en China y liberalizar el comercio. Además, los monopolios comerciales de la Compañía de las Indias Orientales empezaron a percibirse como injustos y mercantilistas, y los comerciantes particulares y buena parte del estamento político británico empezó a cuestionar su control del comercio con China, que para entonces representaba la principal fracción de los ingresos comerciales británicos. El deseo de abolir el monopolio de la Compañía sólo podía ir acompañado de la necesaria apertura comercial de China.
Frente a estos problemas, la dinastía Qing abogaba por el modelo confuciano de filosofía económica, con una economía planeada y un gobierno intervencionista centrado en garantizar la estabilidad social. El gobierno Qing no era hostil al comercio, pero el escaso interés del mercado chino en los productos occidentales no estimuló al gobierno imperial a promocionar las importaciones extranjeras, y el deseo de incrementar las reservas de plata del Imperio dominaba toda su política comercial. Además, los mercaderes chinos operando en el mercado interno querían evitar a toda costa las fluctuaciones en el mercado interno causadas por la importación de bienes extranjeros capaces de competir con los productos domésticos, y los clanes hong, que eran las corporaciones comerciales más ricas del país, se beneficiaban grandemente de su monopolio comercial centrado en el puerto de Cantón.
También se produjo un cambio cultural gradual en la percepción que el público europeo, sobre todo el británico, tenía de China. Durante el siglo XVIII la China de Qianlong había sido admirada por los europeos como un paradigma del buen gobierno y del despotismo ilustrado. El hecho de que en China residiera un tercio de la población mundial, y que los viajeros occidentales reportaran la asombrosa prosperidad general del país, de sus buenas costumbres y de su buen gobierno, había contribuido a crear la percepción de China como la mayor potencia del planeta. Las continuas rebeliones y problemas internos que tras la muerte de Qianlong en 1796 habían asolado China, así como la crisis del opio, contribuyeron a degradar esta imagen, sobre todo entre los comerciantes británicos, que poco a poco comenzaron a percibir China como un país arrogante, bárbaro y en decadencia.
A comienzos del siglo XIX la política comercial china se había convertido en un asunto cada vez más contencioso para las potencias occidentales. El Sistema de Cantón era percibido como una barrera al incremento de las exportaciones europeas a China. Los intentos de las sucesivas embajadas de británicos (Macartney, 1793), neerlandeses (Titsingh, 1794), rusos (Golovkin, 1805) y británicos de nuevo (Amherst, 1816) de negociar concesiones comerciales con la Corte Imperial fueron vetados por los sucesivos emperadores Qing. En particular, el comportamiento de Amherst en 1816, quien se negó a practicar la habitual postración ritual ante el emperador Jiaqing y acabó saliendo de la sala de audiencias del emperador antes de llegar a ser recibido blandiendo su espada contra sus anfitriones, ofendió grandemente a la Corte Imperial, mientras que el gobierno británico interpretó el asunto como un insulto diplomático.
Ante esta situación de desprestigio cultural y de deseos de liberalizar el comercio ante un gobierno chino percibido como monolítico y arrogante, los británicos perdieron todo interés en tratar de remediar el narcotráfico.

### Comerciantes extranjeros en Cantón
La expansión del comercio del opio a lo largo de la primera mitad del siglo XIX no dejó de crecer, espoleada por la creciente demanda de bienes chinos en Europa. En 1729, año de la prohibición del opio en China, los británicos habían enviado unos 200 cofres de opio a China. En 1796, eran unos 4000 cofres de opio al año. En 1838, los británicos y norteamericanos traficaban unos 40 000 cofres.
Esto incrementó grandemente la presencia de extranjeros en Cantón y Macao. Las trece factorías originales del distrito de Cantón continuaron expandiéndose, y se convirtieron en un auténtico "barrio extranjero". Pese a la prohibición, una fracción de los comerciantes extranjeros comenzó a residir en Cantón todo el año, cuando lo habitual era residir en Macao durante el verano, y se constituyó una Cámara de Comercio local.
La mayor parte de los comerciantes privados británicos residentes en Cantón eran narcotraficantes dedicados al tráfico de opio entre la India y China. Los traficantes más notorios era William Jardine y James Matheson, fundadores del actual conglomerado inmobiliario y de construcción Jardine Matheson. Jardine y Matheson mantenían un negocio legal de envío y transporte de bienes en Cantón y en Macao. Sin embargo, su principal negocio era el narcotráfico. Jardine en particular había construido una red clientelar en Cantón involucrando a hongs, con funcionarios y traficantes locales, que le permitía importar grandísimas cantidades de droga a China. También despreciaba el sistema legal chino, y no dudaba en usar sobornos y su influencia para subvertir las actividades de las autoridades chinas. Por ejemplo, fue uno de los grandes defensores ante el gobierno británico de conseguir la liberalización del comercio con China, e hizo campaña activa para abolir el monopolio comercial de la Compañía.

### Asunto Napier

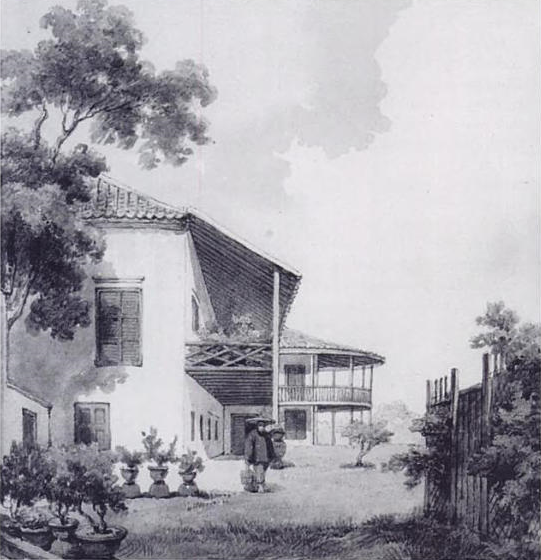
Casa de Lord Napier en Macao.

Uno de los grandes desencadenante final del conflicto bélico fue la abolición del monopolio de la Compañía de las Indias Orientales en 1834. Hasta entonces el comercio legal estaba controlado por los sobrecargos (agentes) de la Compañía, cuyo principal interés era mantener la paz interna en China y las buenas relaciones con los hong y las autoridades chinas para mantener el comercio legal intacto. Con la abolición del monopolio, las cámaras de comercio pasaron a estar controladas sobre todo por narcotraficantes como Jardine y Matheson, más interesados en incrementar sus beneficios a costa de China. A partir de 1834, las relaciones entre autoridades chinas y los extranjeros se deterioraron rápidamente.
Esto se debió más si cabe a las acciones de Lord Napier (1786-1834). A fin de regular su comercio, una vez abolido el monopolio de la Companía el gobierno británico había decidido enviar una misión comercial a Macao con Lord Napier como superintendente comercial. Napier tenía instrucciones de obedecer las regulaciones chinas, establecer comunicaciones regulares con las autoridades locales, y supervisar en lo posible el narcotráfico. A su llegada a Macao, Napier decidió ignorar las restricciones que prohibían el contacto directo entre funcionarios y comerciantes extranjeros (debían ser mediados por los hong). Se presentó ante las puertas de Cantón, y requirió ser conducido ante Lu Kun, el Virrey de Liangguang. Napier montó en cólera cuando los hong le transmitieron un mensaje de Lu Kun, que fue traducido al inglés como "El Ojo Bárbaro [desafortunada traducción del título de cónsul comercial], si desea venir a Cantón, ha de informar primero a los mercaderes Hong para que sean ellos quienes me lo pidan a mí."
Tras volver a Macao, Napier ordenó el bombardeo de los fuertes chinos que guardaban la desembocadura del Río de las Perlas. El virrey Lu Kun suspendió el comercio británico y expulsó a los comerciantes de Cantón. La escalada armada sólo fue evitada porque Napier cayó enfermo al retirarse a Macao, y murió de tifus. Tras su muerte, los dos subalternos de Napier de mayor rango dimitieron de su cargo, descontentos con la desautorización que Lord Palmerston, el ministro de Exteriores británico, hizo de las acciones de Napier. El tercer subalterno, George Robinson, era un antiguo sobrecargo de la Compañía, con lo que no contaba con el favor de Palmerston, quien lo destituyó y decidió nombre a Charles Elliot superintendente de comercio.

Elliot era un antiguo oficial naval, y había llegado a China en calidad de secretario de la misión comercial de Napier, un cargo de poco rango. Elliot siguió el protocolo establecido, y pidió permiso a los mercaderes hong para que intercedieran por él ante el Virrey de Liangguang, quien esta vez accedió a permitirle presentarse en Cantón. Elliot operó desde Cantón como Superintendente y jefe de la misión comercial británica. Ante el obvio narcotráfico de opio que se desarrollaba a sus puertas, Elliot se vio en la incómoda posición de tener que defender nominalmente a sus comerciantes pese a desaprobar el narcotráfico. En un despacho fechado el 16 de noviembre de 1839 Elliot escribió a Lord Palmerston que 
"No hay hombre que sienta mayor aversión contra la desgracia y el pecado que [es] este tráfico ilegal en las costas de China. He intentado reprimirlo por medio de todos los medios legales a mi alcance, y a costa del completo sacrificio de mi bienestar privado en esta sociedad en la que llevo viviendo unos cuantos años."

## Escalada del conflicto
El crecimiento descontrolado del narcotráfico en China generó gran alarma en el gobierno imperial chino. Desde el edicto de 1729 por el que Yongzheng prohibía el comercio del opio, los emperadores chinos promulgaron con creciente frecuencia edictos relativos al tráfico de opio. Los edictos de Qianlong (1780) y de Jiaqing (1796) confirmaron la pena de muerte por narcotráfico de opio. En 1799 Jiaqing ordenó al virrey de Liangguang medidas activas para erradicar el narcotráfico, y en 1800 pasó a prohibir la posesión del opio en China. En 1809, un nuevo decreto de Jiaqing impuso la inspección previa de todos los barcos que fueran a atracar en Cantón para evitar el narcotráfico, que simplemente se desplazó a otras zonas costeras.
No existe un consenso entre historiadores sobre si el consumo de opio en China previo a la primera guerra del Opio había alcanzado proporciones tan grandes como para amenazar la cohesión social, tal y como afirmaban muchos de los mandarines así como los sucesivos emperadores en sus edictos. El tráfico de opio en 1820 fue de unos 5000 cofres de opio, lo suficiente como para suministrar con opio a unos 40 000 usuarios habituales de la droga. Aunque las importaciones de opio en 1838 se habían multiplicado por diez hasta unas 1400 toneladas, por sí mismas no podían suplir con opio a más que a una pequeña fracción de los 300 millones de súbditos chinos. Con estas cantidades, se estima que en 1838 el mercado del opio podría sostener solo a unos dos millones de fumadores de opio en China, la mayor parte de ellos ocasionales; por otro lado, también se ha afirmado que hasta el 27 % de la población masculina de China era adicta al opio. Se ha sugerido que el estamento más afectado eran las clases medias y altas urbanas, a las que pertenecían los mandarines y funcionarios chinos, con lo que la crisis del opio era particularmente notoria para la propia clase gobernante china. Muchos nobles y príncipes imperiales, incluyendo el futuro emperador Xianfeng, eran fumadores habituales de opio.

Un mandarín chino describió la percepción generalizada que la clase gobernante china tenía de como se había desarrollado la crisis social del opio: 
Al principio, fumar opio estaba limitado a los petimetres de familias ricas, que se daban al vicio como una forma de consumo decadente, e incluso ellos sabían de que no debían entregarse al mismo de forma extrema. Posteriormente, gente de todos los estratos sociales – desde funcionarios del gobierno y miembros de la nobleza hasta artesanos, comerciantes, artistas y sirvientes, e incluso mujeres, monjes y monjas budistas y sacerdotes taoístas – cayeron en el hábito de fumar opio y compraban abiertamente y se equipaban con todos los instrumentos necesarios para fumar. Incluso en el centro de nuestra dinastía – la capital de la nación y sus zonas colindantes – algunos de los habitantes se han visto corrompidos por este terrible veneno.

La alarma de las autoridades chinas quedó ejemplificada en un edicto del emperador Daoguang emitido en enero de 1830, en el que afirmaba:
El opio está inundando el interior del imperio celestial. La multitud de consumidores crece día a día, y cada vez hay más gente que lo vende; son como fuego y humo, destruyendo nuestros recursos y haciendo daño a nuestros súbditos. Cada día es peor que el anterior.
Más allá de la dimensión social del consumo del opio, el coste económico del narcotráfico es más fácil de evaluar. En 1813, un cofre de opio (unos 63 kg de opio) cotizaba en Cantón a unas 2400 rupias, mientras que el coste del mismo en la India era de unas 240 rupias – la diferencia (2120 rupias) era el beneficio neto por cofre de opio de los traficantes. Estas 2400 rupias eran abonadas en plata por los tratantes chinos. El narcotraficante posteriormente usaba parte de esta plata para adquirir productos legítimos chinos, como té o seda. Entre 1800 y 1839, conforme crecía el comercio con China, también lo hacía el narcotráfico. De hecho, el precio del opio en China se disparó con su demanda, pese a la irrupción del opio turco, más barato, que exportaban sobre todo los narcotraficantes americanos: para 1831, un cofre de opio cotizaba en Cantón a unas 20 000 rupias, mientras que su coste base era parecido al de 1813. Esto se dejó sentir en los flujos netos de plata que entraba y salía de China. Entre 1752 y 1800, el flujo neto de plata entre Europa y China fue de 105 millones de reales de a ocho a favor de China; entre 1808 y 1856, una vez despegó el narcotráfico, el flujo neto de plata fue de 384 millones de reales de a ocho a favor de Europa.
La pérdida de reservas de plata en China era crítica para la estabilidad interna del país. La escasez de plata en China llevó a un incremento considerable de su valor en relación con las monedas de cobre que circulaban para transacciones menores, gastos corrientes y con las que se pagaba a la mano de obra. El tipo de cambio habitual era de unas 1000 monedas de cobre por cada tael de plata. Durante los mejores años del reinado de Qianlong (1735-1799), el tipo de cambio llegó a fijarse en unas 800 monedas de cobres por tael de plata. Para 1830, sin embargo, el tipo de cambio se había disparado a unos 1200 monedas de cobre por tael de plata. Esto era crítico. Los impuestos y las transacciones financieras en China se realizaban con plata, con lo que un incremento de su valor suponía de facto una subida de impuestos para las clases bajas, y promovía su acopio por parte de las clases altas, lo que paradójicamente conducía a un incremento aún mayor del valor de la plata por cuanto mucha de ella dejaba de circular, en un ejemplo práctico de la ley de Gresham. Esto generó a lo largo de la primera mitad del siglo XIX grandes tensiones sociales, y condujo a continuos alzamientos y rebeliones en un contexto económico adverso, con la recaudación de impuestos en declive y la economía en recesión ante una crisis monetaria a la que China estuvo sujeta de manera casi constante de 1820 en adelante.

### Debates internos sobre la legalización del Opio
Las incapacidad de las autoridades chinas para erradicar el narcotráfico llevaron a un considerable debate interno entre la clase mandarina china en lo relativo a cómo enfrentarse al problema del opio. Una corriente defendía una política dura y represiva, sugiriendo la necesidad de cerrar China a todo el comercio extranjero, y criticaba la corrupción generalizada de los funcionarios de aduanas y de los hong. Sin embargo, a partir de la década de 1820 comenzaron a alzarse voces favorables a una legalización del opio.
El principal defensor de la política de cierre comercial fue Bao Shichen (1775-1855), un mandarín de bajo rango autor de diversos tratados de economía política. En un ensayo de 1801 identificaba al opio como la principal causa de pérdidas de reservas de plata del imperio, y defendía la expulsión de todos los mercaderes europeos. La medida fue criticada como extrema, impracticable, y poco eficaz, pues el narcotráfico no dependía del comercio legal, lucrativo para China. En el lado opuesto, Wu Lanxiu, un profesor de la academia confuciana de Cantón, escribió un memorial titulado "Aliviando el sufrimiento", en el que defendía el comercio internacional como inevitable y benigno, y sugería que la única forma realista de lidiar con el narcotráfico era legalizarlo e imponer tarifas comerciales. El ensayo fue leído por Lu Kun, virrey de Cantón, quien lo remitió a la corte imperial en 1830. Aunque posiblemente Daoguang no lo leyera, sí que llamó la atención de Xu Naiji, un importante mandarín de la Corte Imperial de Sacrificios. Xu Naiji abrazó las ideas de Wu Lanxiu y en 1836 redactó un memorial dirigido al emperador Daoguang, proponiendo la legalización y regulación del opio.
Daoguang leyó en el memorial con cuidado, y decidió remitirlo en junio de 1836 a las autoridades de Cantón para conocer su opinión. El nuevo virrey de Cantón, Deng Tingzhen, abrazó la idea de legalizar el comercio del opio, y hasta remitió al emperador una serie de propuestas para su regulación.
El debate interno coincidió con la instalación de Charles Elliot como superintendente de comercio británico en Cantón. Elliot pronto se hizo con una copia del memorial de Xu Naiji, y recibió con agrado la idea de una posible legalización y regulación del comercio del opio, al tiempo que Jardine y Matheson se preparaban para una posible apertura del comercio del opio. Sin embargo, las condiciones adversas al narcotráfico se recrudecieron a lo largo de 1837. Esto se debió a una serie de edictos que Daoguang había remitido a Deng Tingzhen junto con el memorial de Xu Naiji, en los que exigía mano firme contra el narcotráfico mientras la medida de legalizarlo era debatida.
Deng Tingzhen acató las medidas con esmero. Destituyó a funcionarios corruptos, cerró fumaderos de opio, y persiguió con crudeza a todos los narcotraficantes. Para el verano de 1837 el comercio del opio había colapsado casi por completo. El éxito de Deng Tingzhen vino acompañado por éxitos similares por parte de otros virreyes provinciales, como Qishan, virrey de Zhili, o Lin Zexu, gobernador de Hunan y de Hubei, que consiguieron erradicar el narcotráfico en sus provincias por medio de redadas y persiguiendo la corrupción de los funcionarios estatales.

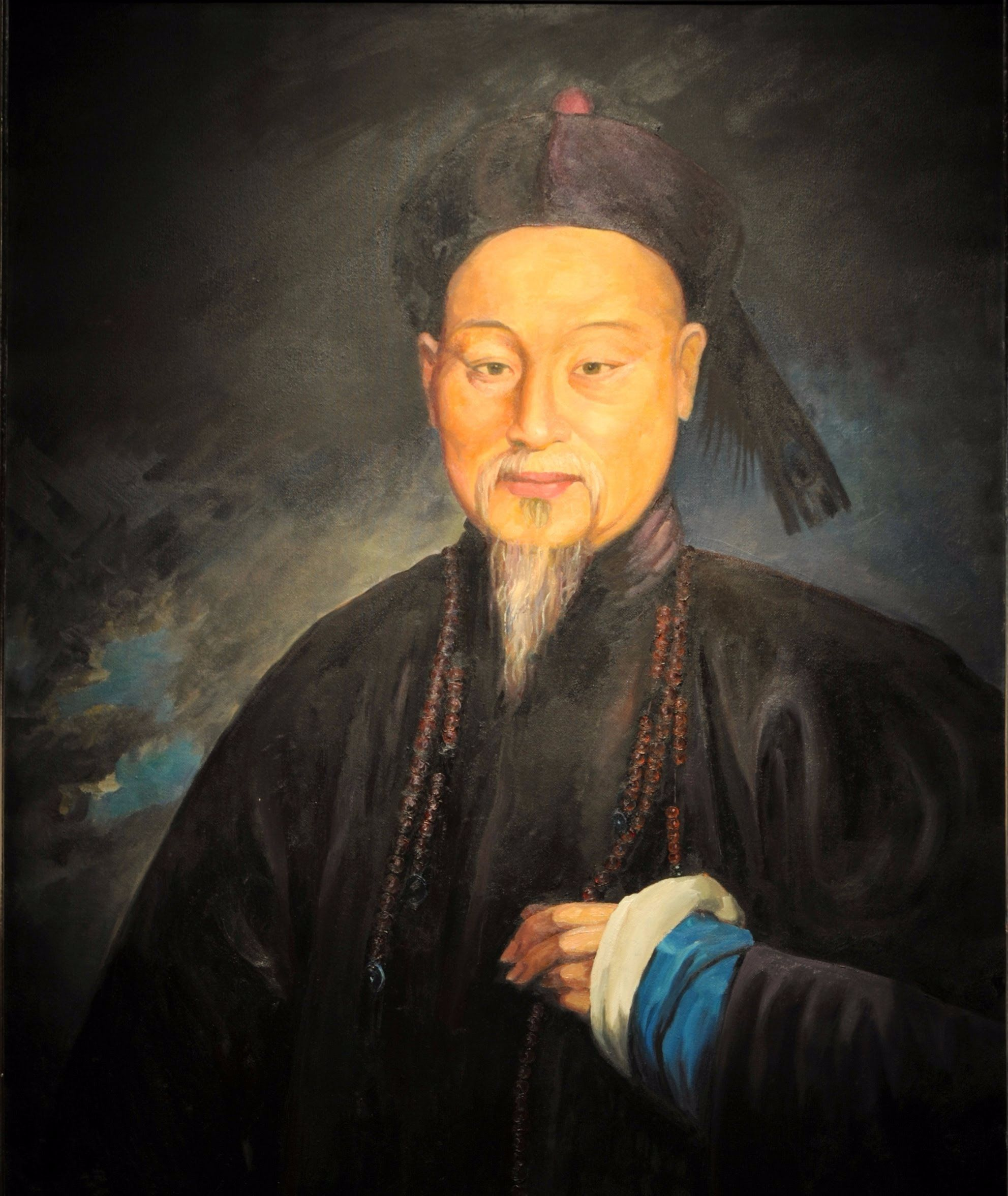
El Comisario Imperial Lin Zexu.

### Lin Zexu
El éxito de estas medidas represivas convenció a Daoguang que la legalización del opio no era al fin y al cabo necesaria. A fin de acabar de una vez con todas con el narcotráfico en Cantón, Daoguang decidió en diciembre de 1838 nombrar a Lin Zexu Comisario Imperial con el mandato de erradicar el narcotráfico en China. Lin Zexu era un mandarín conocido por su incorruptibilidad y estricta moral confuciana. Nada más llegar a Cantón, remitió una carta abierta a la Reina Victoria en la que explicaba su política contra el tráfico de opio. Lin cuestionaba la moral del gobierno británico, que prohibía el comercio del opio en sus tierras pero permitía que sus comerciantes lo practicaran en China, donde también era ilegal. Escribió: "Quizás Su Majestad no haya sido informada hasta ahora [de la prohibición del opio en China], y pueda alegar ignorancia de la severidad de nuestras leyes, pero ahora le ofrezco mis garantías de que estamos decididos a acabar con esta dañina droga para siempre." También afirmaba que "Si el tráfico de opio no es detenido ahora, en unas pocas décadas no quedarán soldados capaces de resistir al enemigo, ni plata con la que financiar el ejército."  La carta a la Reina Victoria nunca llegó a la soberana británica, pero fue publicada en el Times de Londres.
Mientras Lin Zexu se dirigía a Cantón, para principios de 1839 las medidas de supresión del tráfico de opio puestas en marcha por el virrey Deng Tingzhen habían tenido tanto éxito que William Jardine escribió a uno de sus capitanes costeros que "No se ve ni a un agente comercial, ni se encuentra una pipa de opio; todo se ha desvanecido.(...) Las autoridades chinas han estado especialmente vigilantes últimamente, deteniendo a fumadores, traficantes y vendedores en grandes números." Jardine abandonó Cantón de regreso a Inglaterra a finales de 1839, dejando a su socio Matheson a cargo del negocio de narcotráfico. Su presencia en Inglaterra mientras se desarrollaban los acontecimientos que llevaron a la guerra del opio fue crucial, pues se dedicó activamente a presionar al gobierno y al parlamento británico para que tomaran medidas militares contra China.

#### Incautación del opio de 1839
Lin Zexu llegó a Cantón a principios de marzo de 1839. Seguido de los éxitos del virrey Deng Tingzhen, Lin Zexu desplegó rápidamente una serie de agresivas medidas destinadas a cortar de raíz el narcotráfico. Mientras Deng Tingzhen había centrado sus medidas represivas en los súbditos chinos, Lin Zexu extendió las mismas también a los traficantes extranjeros. La medida que acabaría por desencadenar el conflicto armado fue la orden de incautación que Lin Zexu emitió el 18 de marzo de 1839 requiriendo a todos comerciantes de Cantón que entregaran a las autoridades chinas todo el opio que albergaban. En un principio se creyó que la medida sólo sería aplicada sobre los comerciantes hong, con lo que los traficantes extranjeros decidieron ignorar la orden. Esto enfureció a Lin Zexu, quien el 19 de marzo anunció que ningún mercader extranjero tendría permitido abandonar el distrito de las factorías de Cantón hasta que todos ellos cumplieran con la orden de incautación del opio, y que además estaban obligados a firmar un certificado comprometiéndose a no traficar nunca más con opio, so pena de muerte. Les concedió tres días para entregar el opio, bajo amenaza de que si no lo habían hecho para entonces, ajusticiaría a Howqua y a otro mercader hong. Howqua (1769-1843) era el líder de los hong, el hombre más rico del mundo, e irónicamente el único hong que no traficaba con opio. Howqua era muy respetado por la comunidad británica y extranjera, y muchas de las expediciones comerciales europeas estaban de hecho financiadas por el propio Howqua.
La detención de Howqua causó por ello consternación entre los traficantes británicos. Se reunieron rápidamente con los hong la noche del 21 de marzo para decidir que hacer. Se decidió, con la garantía de Howqua, que sería suficiente con entregar unos mil cofres de opio. Al día siguiente, sin embargo, se corrió el rumor de que 1000 cofres no serían suficientes para calmar a Lin Zexu, con lo que trataron de ofrecer 4000 cofres a las autoridades. Ante esto, Lin Zexu decidió empezar a convocar a los narcotraficantes más notorios para interrogarlos en Cantón. Como Jardine había abandonado Cantón en enero, Lin Zexu convocó en primer lugar a Lancelot Dent, el principal competidor de Jardine en el narcotráfico de Cantón. Dent se negó a entregarse, temiendo ser ajusticiado. Esto enfureció aún más a Lin Zexu, quien ordenó el arresto de Howqua, amenazando con ejecutarlo, sin llegar a hacerlo.

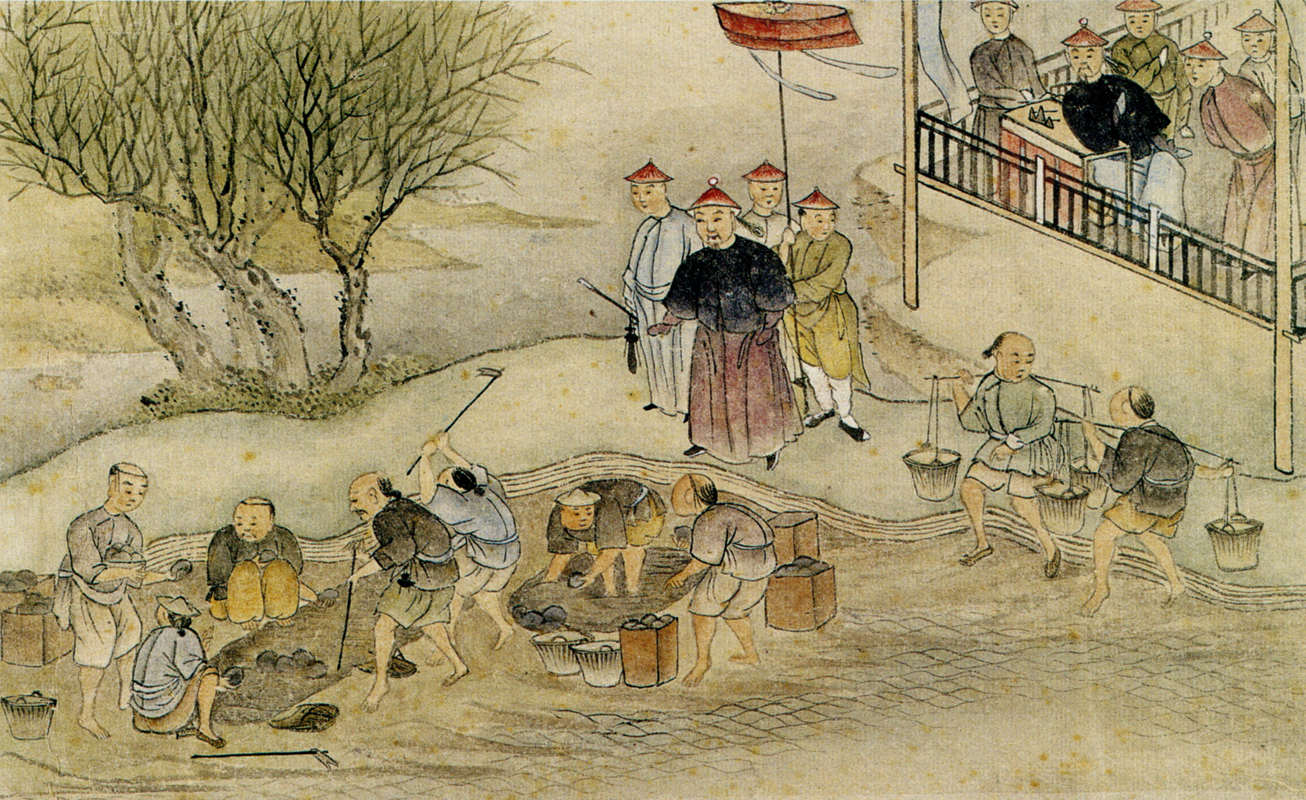
Representación china del comisario imperial Lin Zexu ordenando la destrucción del opio en 1839.

La comunidad extranjera de Cantón empezó a creer que Lin Zexu no llevaría a cabo sus amenazas de ejecutar a Howqua y los hong. Sobre todo, no creían que pudiera incautar el opio, pues éste se encontraba en barcos almacén en alta mar, no en Cantón. Ante las noticias del impasse y de la posible detención de Lancelot Dent, el 24 de marzo llegó desde Macao el superintendente Charles Elliot decidido a rescatarlo y reconducir la situación. Ya en Macao, Elliot había ordenado a los buques británicos que se retiraran del estuario del Río de las Perlas a alta mar, y se prepararan para prestar batalla. Convencido las amenazas de Lin Zexu eran verídicas, decidió forzar la evacuación del distrito de las factorías ante el riesgo de que las autoridades los detuvieran. Hizo llegar a Lin Zexu un mensaje de protesta formal, donde reclamaba un salvoconducto para toda la comunidad extranjera de Cantón.
La noche del 24 de marzo, enfurecido por la negativa a entregar el opio, la arrogancia de Elliot y el hecho de que éste hubiera ordenado la retirada a alta mar de los buques de opio, Lin Zexu ordenó la evacuación de todo el personal de servicio chino de las factorías. Impuso un bloqueo al distrito, y prohibió la entrada de suministros al mismo, así como la entrada y salida de personal al complejo. Esto alarmó aún más si cabe a Elliot, quien temía tanto por su vida como por la continuidad de la mayor ruta comercial del mundo. Decidido a salvarla, ordenó, sin autoridad para ello, que todo el opio de los británicos le fuera entregado a él, representante del gobierno británico, para su entrega a las autoridades chinas. Tras una intensa negociación con la comunidad comercial británica, consiguió convencer a los traficantes británicos de que cooperaran con las autoridades chinas. A cambio, ofreció un pagaré en nombre de la Corona británica, "con la promesa de que serían compensados por gobierno británico por el valor total del opio requisado."
El 27 de marzo de 1839 los narcotraficantes británicos comenzaron a entregar su opio a Elliot. En total, Elliot firmó pagarés por valor de 20 283 cofres de opio (unas 1200 toneladas de opio), con un coste de unos 2 millones de libras esterlinas. Una cantidad fabulosa que da cuenta de las dimensiones que había alcanzado el tráfico de opio para 1839: en comparación, la producción anual de opio en el año 2000 fue de unos 70 000 cofres. En cuanto hubo requisado todo el opio, se lo hizo saber a Lin Zexu, quien receloso insistió en mantener el bloqueo hasta que todo el opio fuera entregado. El proceso de se extendió a abril y mayo de 1839, puesto que parte de la frota narcotraficante se había retirado a alta mar y a puertos tan lejanos como Manila.
Lin Zexu escribió victorioso al emperador Daoguang con la noticia de qua había incautado más de 20 283 cofres de opio. En comparación, la mayor incautación de opio hasta aquel entonces había sido la efectuada por Qishan en 1838 en Zhili, donde se requisaron 80 cofres. Lin Zexu ordenó la destrucción pública del opio en la costa del estrecho de Humen, a las afueras de Cantón; el proceso se extendió durante unas tres semanas en junio de 1839.

### Escalada del conflicto
A finales de mayo de 1839, cuando se hubo completado la entrega de todo el opio, Lin Zexu restableció el comercio legal con la condición de que no se importara más opio a China. Al mismo tiempo, Elliot se retiró a Macao, donde se puso al cargo de la flotilla de la marina real británica que había acompañado a Lord Napier. Ordenó levar anclas y prepararse para un conflicto armado con China. Desde el punto de vista de Elliot, el tratamiento recibido por parte de las autoridades chinas era un insulto diplomático: había cooperado con Lin Zexu, y éste había insistido en mantener el bloqueo. Lin Zexu se había negado a ofrecer indemnización alguna, y había amenazado con ajusticiar a sus compatriotas.
En efecto, a fin de garantizar la eficacia de la purga y cerciorarse de que el contrabando no fuera restablecido, Lin Zexu y sus consejeros decidieron reformar el sistema de contratos comerciales existente. Sobre la base de este sistema, el capitán del barco extranjero y el mercader hong que adquiría los bienes transportados por el barco debían declarar que éste no transportaba productos ilegales. Tras examinar los archivos en las aduanas del puerto de Cantón, Lin Zexu se enfureció al descubrir que en 20 años no había sido declarada ni una sola infracción. A consecuencia de esto, Lin pasó a requerir que todos los mercaderes extranjeros y funcionarios Qing firmaran una nueva declaración jurada por medio de la cual se comprometían a no traficar con opio, so pena de muerte.
Elliot se opuso a la firma de dichas declaraciones, argumentando que violaban el principio de libre comercio y temeroso de que Lin las usara para empezar a ajusticiar a súbditos británicos. Emitió una orden (sin autoridad para ello) prohibiendo a todos los comerciantes británicos firmar la declaración jurada de Lin. Pese a esto, varias compañías británicas que no traficaban con opio (como Olyphant & Co.) se mostraron dispuestas a firmar dichas declaraciones, y el comercio legal continuó sin problemas.
Mientras, la escasez de opio hizo que el mercado negro del mismo se disparara. Algunos barcos recién llegados de la India, al enterarse de la nueva prohibición del opio, empezaron a descargar sus mercancías en la isla de Lintin. La oportunidad causada por el incremento astronómico del precio del opio hizo que algunos hong y contrabandistas decidieran a arriesgarse a violar la prohibición de Lin Zexu, y comenzaran a transportar el opio desde Lintin al interior de China. Elliot estaba al tanto de las actividades ilegales el Lintin y tenía órdenes de Palmerston de hacerlas cesar. Sin embargo, temeroso de que cualquier acción de la Royal Navy en Lintin fuera interpretada como una declaración de guerra, decidió no intervenir.

### Escaramuzas en Kowloon
A principios de julio de 1839 un grupo de marineros mercantes británicos atracados en la península de Kowloon (actualmente parte de Hong Kong, en el estuario del Río de las Perlas) se emborracharon. Dos de los marineros se volvieron violentos, y mataron en una paliza a Lin Weixi, un campesino de la cercana aldea de Tsim Sha Tsui. Elliot acudió rápidamente a Kowloon, ordenó el arresto de los dos marineros y compensó económicamente a la familia de Lin Weixi y a su aldea. Sin embargo, se negó a entregar a los marineros a las autoridades chinas, temiendo que fueran ajusticiados en base al código legal chino. Lin Zexu interpretó esto como una muestra más de la política obstruccionista practicada por los británicos, y ordenó la entrega inmediata de los marineros. Elliot se negó de nuevo, y a cambio decidió celebrar un juicio de los acusados en alta mar, con él mismo como juez y varios capitanes mercantes británicos como jurados. Invitó a las autoridades chinas a acudir como observadores del proceso, pero estas se negaron. El tribunal de Elliot halló a los acusados culpables de asalto y amotinamiento, les impuso una multa y los condenó a trabajos forzados en Gran Bretaña; posteriormente este veredicto sería anulado por los tribunales británicos, aduciendo que Elliot no tenía autoridad para juzgarlos, y que sólo las autoridades chinas eran competentes.

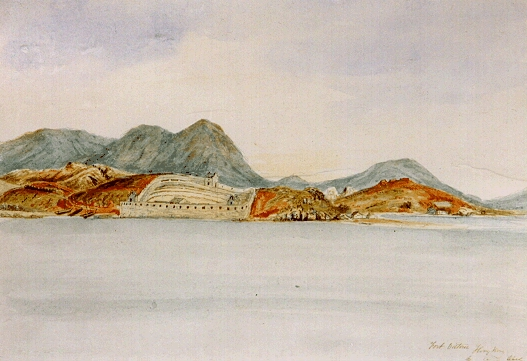
Vista de 1841 del fuerte chino en la península de Kowloon, en la actual Hong Kong. Los británicos lo llamaría Fuerte Victoria.

La actitud de Elliot indignó a Lin Zexu. Primeramente, el representante británico había demorado y luego organizado la entrega del opio, lo que para Lin denotaba que le gobierno británico sancionaba el narcotráfico. Seguidamente, Elliot se había retirado a Macao y puesto a cargo de una flotilla de guerra que amenazaba el estuario del Río de las Perlas. A sabiendas de que el narcotráfico se había restablecido en Lintin había decidido no intervenir, y además había prohibido a sus compatriotas colaborar con las autoridades chinas. Finalmente, se había negado a entregar a los marineros en clara violación de las leyes chinas.
Debido a esto, Lin decidió ordenar la retirada de todos los trabajadores chinos de Macao, y prohibir la venta de víveres y alimentos a los británicos. Desplegó varios navíos de guerra chinos en la boca del Río de las Perlas, al tiempo que se extendían los rumores de que las autoridades Qing habían envenenado los manantiales y pozos de agua fresca habitualmente usados por los barcos extranjeros. El 23 de agosto de 1839, un barco perteneciente a un notorio traficante de opio británico fue asaltado por piratas lascar cuando realizaba el trayecto de Macao a Cantón, y ante el temor (infundado) de que hubiera sido asaltado por las tropas de Lin Zexu, Elliot ordenó la retirada de toda la flota mercante británica fondeada en Macao y Cantón a alta mar. Una vez hubieron levado anclas del puerto de Macao el 24 de agosto, Lin Zexu rescindió el bloqueo a Macao y las autoridades portuguesas de Macao decidieron prohibir a los británicos fondear en Macao de nuevo. La prohibición de abastecer barcos británicos se mantuvo.
El 30 de agosto llegó al estuario del Río de las Perlas el HMS Volage, enviado desde la India para defender la flotilla británica de un potencial ataque chino. Elliot envió una advertencia al gobernador de la guarnición de Kowloon de que el embargo de víveres y agua debía terminar pronto. Para ese momento los Elliot estaba a cargo de una flotilla de unas 60 embarcaciones con 2000 personas a bordo, fondeados en alta mar frente a la costa de China, con lo que se estaban quedando rápidamente sin provisiones.
El 4 de septiembre, Elliot envió una goleta y un cúter armados para aprovisionarse en Kowloon. Las dos embarcaciones se aproximaron a los tres juncos de guerra chinos fondeados en el puerto de Kowloon, y pidieron permiso para tomar tierra y abastecerse. Las autoridades chinas les abrieron el paso y los británicos pudieron abastecerse de algunos productos básicos por parte de los marineros chinos. Sin embargo, el comandante chino de Kowloon se negó a permitir que los británicos comerciaran con los habitantes de la península. La situación se volvió tensa, y durante la tarde del 4 de septiembre Elliot envió un ultimátum a los chinos, amenazándolos con un bombardeo si se negaban a permitirles abastecerse con la población local. A las 3 de la tarde Elliot ordenó el bombardeo de los juncos chinos, que devolvieron el fuego. La refriega duró hasta el anochecer, cuando los juncos de guerra se retiraron, dando por terminada a la que fue llamada la "Batalla de Kowloon". Los oficiales de marina británicos querían atacar Kowloon al día siguiente, pero Elliot se negó aduciendo que tal acción causaría "gran perjuicio e irritación" a los habitantes de Kowloon.

Tras la batalla, Elliot hizo circular entre los habitantes de Kowloon un manifiesto donde afirmaba que:
Los hombres de la nación Inglesa no desean más que la paz; pero no pueden aceptar ser envenenados o morir de hambre. No albergan deseo alguno de molestar o perturbar a los cruceros imperiales; pero estos no pueden prohibir a la gente vender [a los británicos]. Privar a los hombres de alimentos es una acción sólo de las gentes hostiles y no amistosas.
Tras haber expulsado a los barcos de guerra chinos, la flotilla británica empezó a comprar provisiones de los habitantes locales, a menudo con la connivencia de los funcionarios chinos locales, a los que habían sobornado. Lai Enjue, el comandante de la guarnición local, declaró en su despacho a Lin Zexu que China había triunfado sobre los británicos, hundiendo dos barcos enemigos y matando a unos 40-50 británicos. También afirmó que los británicos habían sido incapaces de aprovisionarse, y mintió en cuanto a fuerza de la armada británica.

### Primera Batalla de Chuenpi

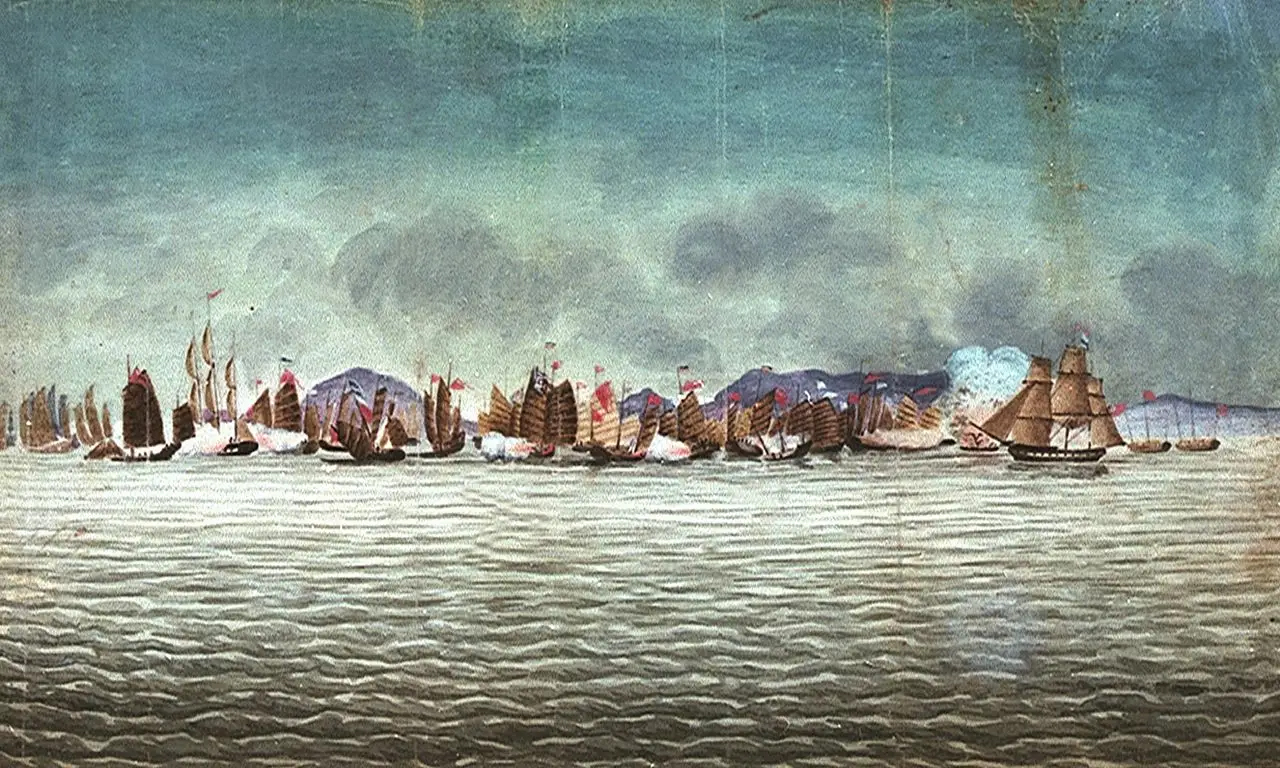
Acuarela que representa el enfrentamiento entre las armadas británica y china durante la Primera Batalla de Chuenpi, el 3 de noviembre de 1839.

A finales de octubre de 1839 el navío mercante Thomas Coutts llegó a China y puso rumbo a Cantón. Los armadores del Thomas Coutts eran cuáqueros, y se negaban por principios religiosos a comerciar con opio, un hecho del que las autoridades chinas estaban al tanto. El capitán del buque, Warner, creía además que Elliot había excedido su mandato legal al prohibir a los británicos firmar la declaración jurada contra el tráfico de opio, y negoció con Lin Zexu poder descargar sus mercancías en Chuenpi, una isla junto al estrecho de Humen. A fin de evitar que otros barcos británicos que no transportaran opio negociaran con las autoridades chinas descargar sus productos en Chuenpi, Elliot ordenó un bloqueo de los barcos británicos en el Río de las Perlas.
El 3 de noviembre de 1839, un segundo barco británico, el Royal Saxon, intentó entrar en Cantón por el estrecho de Humen. Los navíos de la Royal Navy HMS Volage y HMS Hyacinth dispararon varios cañonazos de aviso al Royal Saxon. En respuesta a la conmoción, la flotilla de juncos de guerra chinos bajo las órdenes de Guan Tianpei salió en defensa del Royal Saxon, y se encontró con la Royal Navy frente a la isla de Chuenpi.
La subsiguiente Primera Batalla de Chuenpi resultó en la destrucción de 4 juncos de guerra china, y en la retirada de ambas flotas. El informe oficial de la armada Qing sobre la contienda afirmaba que la armada china había protegido al barco mercante británico y obtenido una gran victoria. En realidad, los chinos habían sido aventajados por los barcos británicos y varios buques chinos habían quedado inutilizados. Elliot informó que su escuadrón estaba protegiendo a los 29 buques británicos fondeados en Chuenpi, y empezó a prepararse para las represalias Qing. Temiendo que los chinos prohibieran todo contacto con los barcos británicos y terminaran por atacarlos con brulotes, ordenó la retirada de Chuenpi y dirigió la flota a Tung Lo Wan, a unos 30km de Macao, con la esperanza de que fondeando en alta mar quedarían a salvo de la armada de Lin Zexu. Elliot pidió a Adrião Acácio da Silveira Pinto, el gobernador portugués de Macao, que dejara a los buques británicos descargar sus mercancías en Macao. El gobernador rechazó la petición temeroso de que Lin Zexu volviera a imponer un bloqueo en Macao. De hecho, el 14 de enero de 1840 el emperador Daoguang emitió un edicto pidiendo a todos los mercaderes extranjeros que dejaran de colaborar con los británicos.

### Reacción en Gran Bretaña

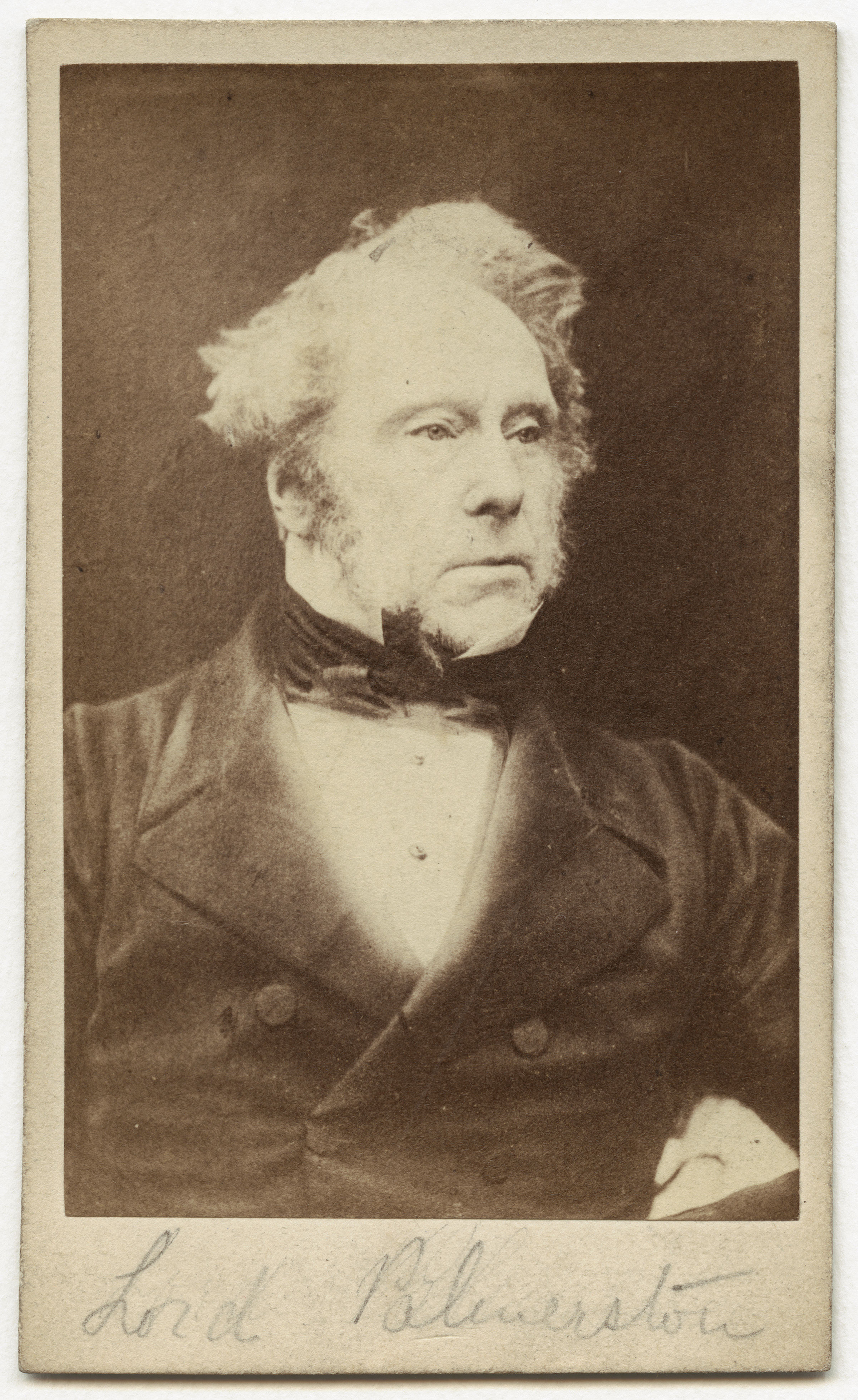
Lord Palmerston (1784-1865), ministro de asuntos exteriores británico entre 1835 y 1841 durante el segundo gobierno de Lord Melbourne, fue el principal artífice político de la primera guerra del opio.

#### Debates parlamentarios
Muchos ciudadanos británicos simpatizaban con los chinos, y querían terminar con la venta de opio. Otros, por el contrario, mostraron su enfado con el tratamiento del que habían sido objeto sus diplomáticos y su oposición a las políticas proteccionistas del gobierno Qing. Los whig (liberales) controlaban el gobierno británico, y pese a la oposición inicial que Palmerston y Lord Melbourne mostraron a la idea, adoptaron una línea dura abogando por declarar la guerra a China. La prensa liberal empezó a referirse a China como un país "despótico y cruel." Desde agosto de 1839, varias noticias sobre la crisis de Cantón y de la inminente guerra con China habían sido publicadas en la prensa de Londres. En el discurso anual de la Reina Victoria a la Cámara de los Lores del 16 de enero de 1840, la monarca expresó su preocupación debido a "Eventos que han tenido lugar en China, y que han ocasionado una interrupción de los intercambios comerciales de mis súbditos con dicho país. He prestado, y continuaré prestando, la más seria atención a un asunto que afecta los intereses de mis súbditos y la dignidad de mi Corona de forma tan profunda."
El gobierno de Lord Melbourne estaba entonces en una posición delicada. El 31 de enero de 1840 el gobierno había sobrevivido una moción de censura en la Cámara de los Comunes por solo 21 votos de diferencia. La oposición tory vio en la cuestión China una oportunidad para derrotar al gobierno, y James Graham propuso una moción el 7 de abril de 1840 que censuraba al gobierno no por la inminente guerra con China o el tráfico de opio, sino por la "falta de preparación y precaución" mostrado en la crisis china, y su "negligencia al privar al Superintendente en Cantón de plenos poderes e instrucciones" para lidiar con el tráfico de opio.
Pese a todo, las llamadas a favor de la contienda militar fueron recibidas con poco entusiasmo por el parlamento. Palmerston, en un principio opuesto a la guerra cambió de opinión al ser disuadido por, entre otros, Jardine, de que China era débil y que por medio de la guerra se podría conseguir la tan deseada liberalización del comercio con China. Palmerston acabó por argumentar que el opio debía ser tratado como propiedad, no contrabando, y que por ello mismo debía haber reparaciones de guerra. Llegó a decir que nadie "puede honestamente creerse que la motivación del gobierno chino en este asunto ha sido la promoción de hábitos morales" y que la guerra iba a estallar debido al déficit de la balanza de pagos china. Pocos conservadores o políticos liberales apoyaban la guerra, que no obstante recibió el inesperado (y decisivo) apoyo de George Staunton, respetado sinólogo que había tomado parte en las embajadas de Macartney (1793) y de Amherst (1816) a la Corte Imperial china. Sir James Graham, Lord Phillip Stanhope y el futuro primer ministro William Gladstone fueron las cabezas visibles del movimiento contrario a la contienda. William Gladstone denunció la ética de apoyar un conflicto basado en el opio como una humillación nacional. Tras tres días de debates, el 9 de abril de 1840 el parlamento británico votó por 9 votos de diferencia (262 frente a 272) a favor de la guerra con China. Subsiguientes mociones para tratar de parar el conflicto fracasaron, y el 27 de julio de 1840 el Parlamento aprobó una partida de 173 442 libras esterlinas para cubrir los gastos relacionados con la expedición naval contra China. Para entonces, la guerra con China ya había comenzado.

#### Reacción del gobierno británico
Las noticias de la incautación del opio y de la promesa de pago de Elliot llegaron a Lord Palmerston en agosto de 1839 de la mano de varios comerciantes británicos, unas semanas antes que los primeros despachos oficiales de Elliot. Lord Palmerston montó en cólera. El gobierno británico, que acababa de asumir el coste de la manumisión de los esclavos en el Imperio británico, no podía hacer frente a tal indemnización, Elliot no tenía autoridad para emitir dichos pagarés, y Palmerston y buena parte del público británico aborrecían el narcotráfico de opio.
Pese a su oposición inicial, el gobierno británico encabezado por Lord Melbourne decidió enviar una expedición militar a China el 1 de octubre de 1839. Había sometido a muchas presiones a favor de la guerra por parte de las industrias textiles del norte de Inglaterra y los comerciantes involucrados en el comercio con China, con William Jardine a la cabeza.

A principios de noviembre de 1839 Lord Palmerston dio instrucciones a Auckland, gobernador general de la India, de que preparara una expedición militar contra China. La expedición iba encabezada por George Elliot, un primo de Charles Elliot. En febrero de 1840, aún sin saber de la Primera Batalla de Chuenpi de noviembre de 1839, preparó varios despachos detallando la posición del gobierno Británico con respecto a China. Uno de los despachos iba dirigido a los dos Elliot, y el otro al emperador Daoguang. La carta al emperador informaba a China de que Gran Bretaña había enviado una escuadra militar a la costa de China. En la carta, Palmerston afirmaba que
Estas medidas hostiles por parte de Gran Bretaña contra China no sólo están justificadas, sino que se han convertido en absolutamente necesarias debido a las injurias que han sido cometidas por las autoridades chinas contra funcionarios y súbditos británicos, y estas hostilidades no cesarán hasta que se alcance un acuerdo satisfactorio con el gobierno chino.
En su carta a los Elliot, Palmerston los instruía para que impusieran un bloqueo del estuario del Río de las Perlas y remitieran su despacho al emperador a las autoridades chinas. Los Elliot debían capturar las islas de Chusan, bloquear la desembocadura del río Yangtsé, entablar negociaciones con los Qing, y desplegar la flota en el mar de Bohai, desde donde debían remitir la misma misiva a Pekín. Los objetivos principales del conflicto, según instruía Palmerston, debían ser:
- Exigir ser tratados con el respeto debido a un embajador del Rey por parte de las autoridades chinas.
- Extraer el derecho a que el superintendente británico pudiera administrar justicia sobre los súbditos británicos en China (extraterritorialidad).
- Exigir indemnizaciones por las propiedades británicas destruidas durante el conflicto (el opio).
- Obtener el estatus comercial más favorable posible con China.
- Conseguir el derecho de los extranjeros a vivir y poder ser dueños de propiedades en China.
- Garantizar que si bienes de contrabando fueran incautados por las autoridades chinas, los súbditos británicos involucrados no fueran ajusticiados.
- Acabar con el Sistema de Cantón.
- Exigir que las ciudades de Cantón, Amoy, Shanghái, Ningpo y la zona norte de la isla Formosa sean abiertas al libre comercio con todas las potencias extranjeras.
- Capturar islas en la costa de China que puedan ser defendidas con facilidad y aprovisionadas.

## Conflicto armado

Mapa de la campaña británica contra China, detallando las principales batallas de la primera guerra del Opio (1839-1842).

Entre la batalla de Chuenpi en noviembre de 1839 y el verano de 1840, una vez se hubo declarado formalmente la guerra, los enfrentamientos armados entre británicos y chinos fueron de baja intensidad. Los Elliot habían replegado al flota a Tung Lo Wan, una de las islas que actualmente conforman los Nuevos Territorios de Hong Kong, desde donde quedaron a la espera de instrucciones de Palmerston y el gobierno británico. El comercio legal de Cantón había sido clausurado, y el distrito de las factorías estaba desierto, con lo que muchos comerciantes británicos decidieron volver a Gran Bretaña o retirarse a Manila o Singapur.
Las fuerzas Chinas en la provincia de Cantón eran considerables. La fuerza naval china en Cantón estaba bajo el mando del almirante Guan Tianpei, que se había enfrentado a los británicos en Chuenpi. El ejército Qing en el sur de China estaba bajo el mando del general Yang Fan (1770-1846), un experimentado militar. La mayor parte de las operaciones estaban dirigidas directamente por la corte imperial de Daoguang, que mandaba instrucciones casi a diario.
Los problemas de comunicación entre los mandos chinos eran constantes: los oficiales chinos tendían a exagerar sus victorias y minimizar sus derrotas en los despachos que enviaban a Daoguang, con lo que la corte imperial tendía a infravalorar la amenaza británica. De hecho, tras la retirada de los Elliot a Tung Lo Wan a finales de 1830 el gobierno chino estaba convencido de que, como tras el asunto Napier de 1834, habían conseguido neutralizar a los británicos. A consecuencia de esto, los chinos no hicieron ninguna preparación para una eventual represalia británica. A esto se añadía el estallido de la guerra sino-sij de 1841 entre los Qing y el Reino sij de la India, que concentró toda la atención del gobierno imperial.
Mientras el parlamento británico debatía la declaración de guerra, a principios de 1840 Palmerston comenzó a enviar instrucciones al gobernador de la India para que empezara a desplazar tropas y barcos de la India hacia China; también se emitieron órdenes para desviar tropas y barcos desde Sudáfrica, Australia, y Singapur, y se despacharon tropas y barcos desde las islas británicas. Melbourne y Palmerston habían decidido pronto que la guerra con China consistiría en una expedición punitiva. Palmerston dejó a Charles Elliot a cargo de los intereses británicos en China, mientras que envió al comodoro James Bremer como mando a cargo de los infantes de marina. El general Hugh Gough (1779-1869) fue puesto a cargo de las tropas terrestres británicas, y le fue concedido el mando supremo de las tropas británicas en China. El coste de la guerra sería abonado por el gobierno británico. Los principales objetivos bélicos delineados por Palmerston era los puertos y ríos costeros Chinos.
El despliegue de tropas británicas se vio ralentizado por el mal tiempo en el estrecho de Malaca durante el verano de 1840. Sin embargo, para principios de junio de 1840 el grueso de la expedición británica se había concentrado en Singapur. Para mediados de junio de 1840 una fuerza de unos 15 navíos de guerra, 4 barcos de vapor y 25 navíos menores al mando del comodoro Bremer habían llegado al Río de las Perlas, donde se reunió con la flotilla de los Elliot. La flotilla británica, bajo la supervisión del superintendente Elliot, envió un ultimátum a Lin Zexu exigiendo indemnizaciones por la incautación del opio, que fueron rechazadas por los chinos.

### Captura de Chusan (1840)
Dado que la costa de Cantón estaba bien defendida, los Elliot decidieron evitar una confrontación directa en la zona de Cantón, y dirigieron la flotilla hacia el norte de China, con la intención de capturar el archipiélago de Chusan. Llegaron a la isla de Zhoushan, la principal isla el archipiélago, en julio de 1840, y tras unos enfrentamientos menores, el 5 de julio de 1840 los Elliot capturaron la ciudad de Dinghai, con la intención de usarla como base de operaciones en la costa china. La captura de Dinghai fue un duro golpe para China, puesto que era el puerto clave que daba acceso a Nankín, la segunda capital de China, y su ciudad más poblada.

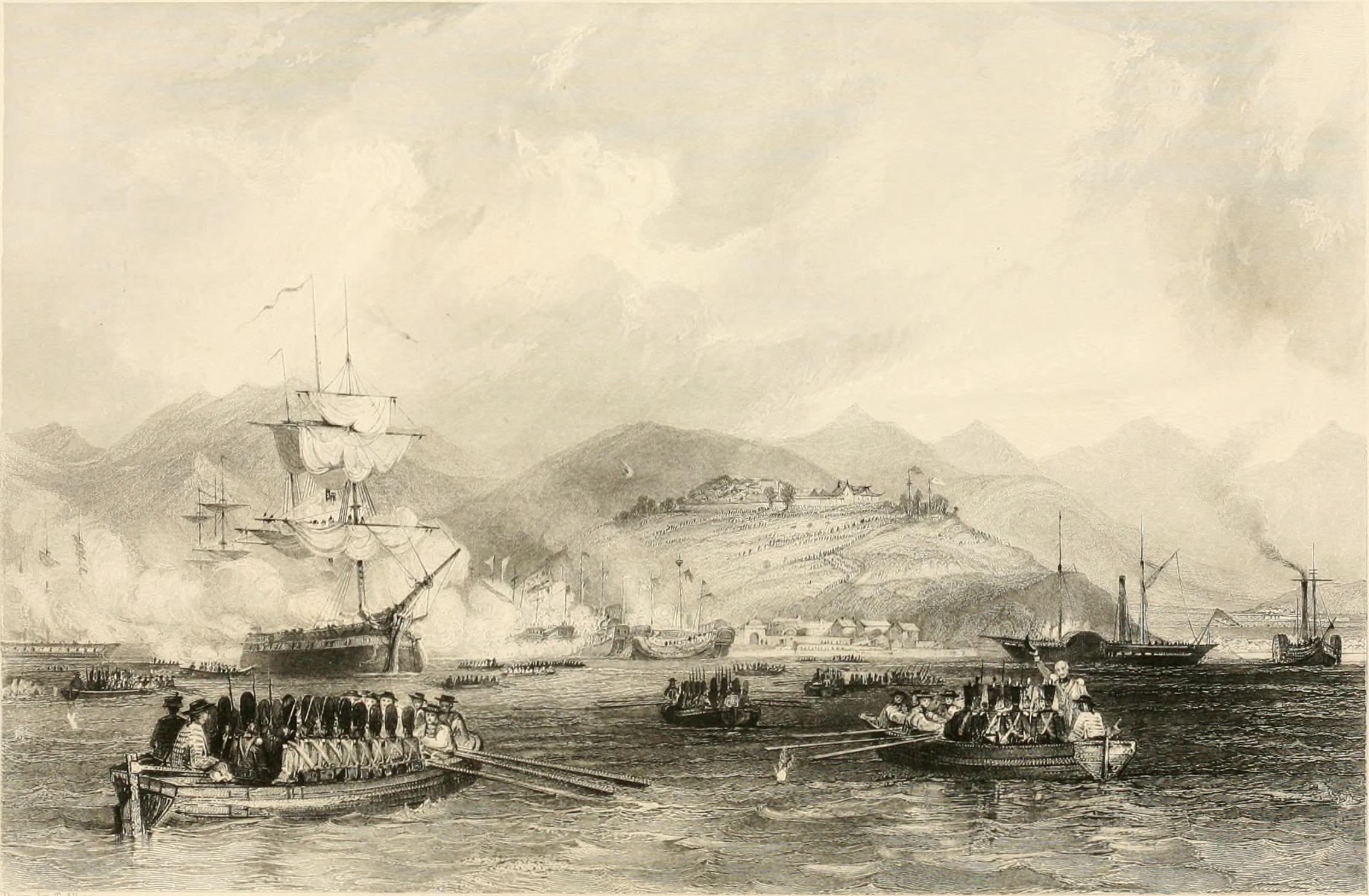
Captura de Chusan, julio de 1840

Tras capturar Dinghai, los Elliot decidieron dividir la flota. Una parte fue enviada de vuelta al Río de las Perlas a fin de bloquear a la flota china, que Lin Zexu había concentrado en Cantón. Otra parte, al mando de los Elliot, se dirigió al mar Amarillo. En la desembocadura del río Hai, que daba acceso a Tientsin y Pekín, Charles Elliot se entrevistó con Qishan, el virrey de Zhili, al que hizo entrega de las cartas diplomáticas de Palmerston. Daoguang acababa de nombrar a Qishan virrey de Liangguang en sustitución de Lin Zexu, al que el emperador había destituido tras la derrota china en Dinghai, culpándolo del estallido del conflicto.
Qishan, a la vista de la superioridad naval británica, decidió entablar negociaciones con Elliot inmediatamente. Tras una semana de charlas con Elliot, Qishan lo disuadió de avanzar hacia Tientsin, como había amenazada con hacer en un primer momento, y de celebrar negociaciones formales en la costa de Cantón, a donde Qishan debía dirigirse como nuevo virrey. Evitar un ataque en Tientsin era crítico para Qishan, pues esta ciudad daba acceso directo a Pekín, y un ataque a la misma hubiera constituido un serio riesgo de seguridad para la Corte Imperial. A cambio de su retirada, Qishan prometió que el gobierno imperial indemnizaría a los mercaderes británicos por las pérdidas ocasionadas por el conflicto.
Elliot accedió a retirarse de vuelta a Cantón, pero esto no puso fin a los enfrentamientos. Mientras volvía a Cantón, el resto de la fuerza expedicionaria había llegado al Río de las Perlas a finales de la primavera de 1841. Se enfrentaron a las tropas chinas que rodeaban Macao, expulsándolas del brazo de arena que unía Macao con tierra firme. Las autoridades portuguesas, formalmente neutrales, decidieron permitir el atraque de la flota británica en Macao. Esto facilitó la entrada de tropas británicas en Macao, y proporcionó a los británicos de una base de operaciones en el sur de China. En agosto de 1841, con la llegada de las fuerzas desviadas por Elliot de vuelta a Cantón desde Dinghai, el mando británico decidió empezar a ejercer una presión decisiva sobre las tropas chinas en la bahía del Río de las Perlas. Bremer opinaba que obtener el control del Río de las Perlas pondría a los británicos en una situación de fuerza ante las inevitables negociaciones con China.

### Campaña en el río de las Perlas (1841)

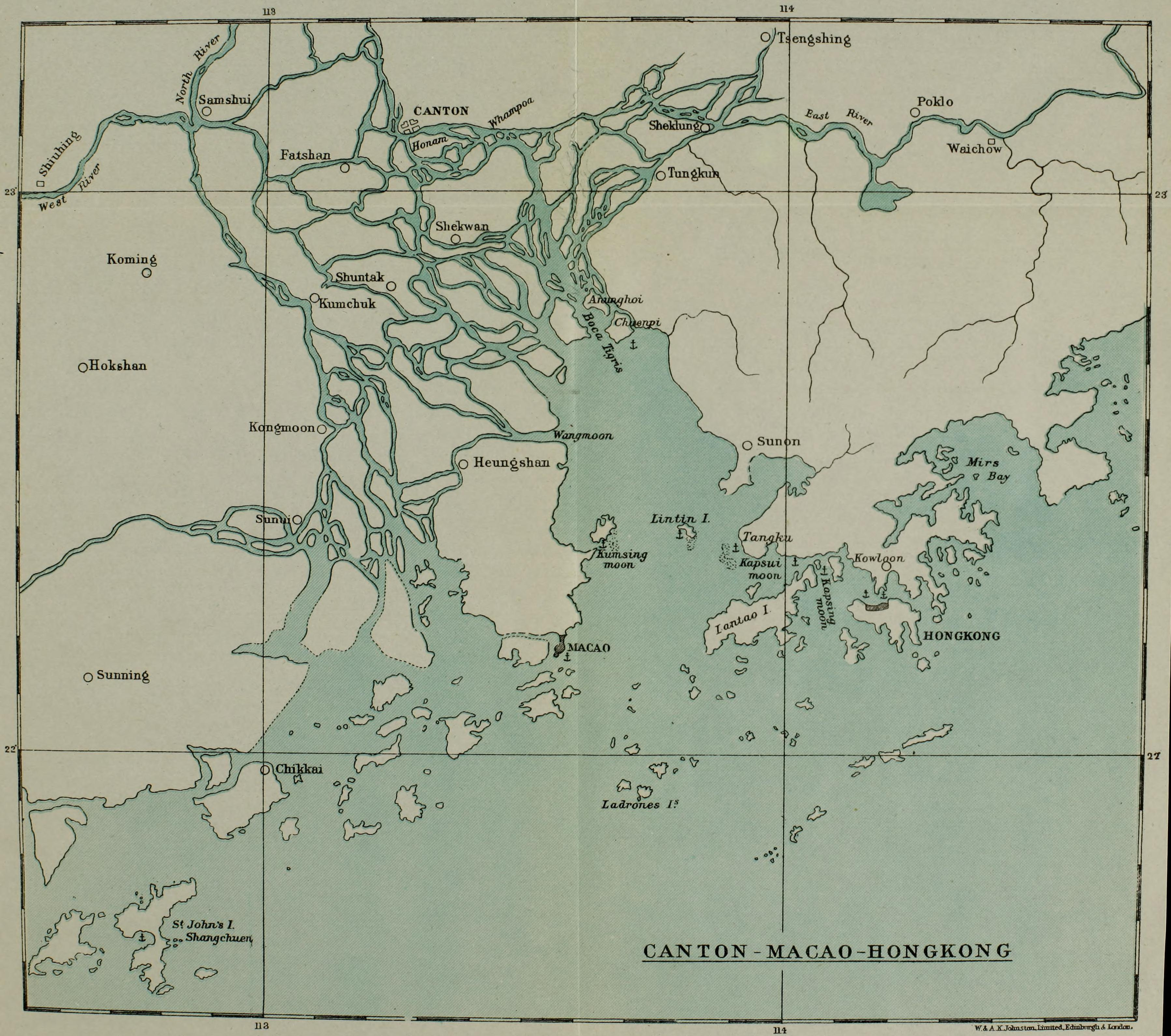
Mapa británico del estuario del Río de las Perlas. El estrecho de Humen se describe como Bocca Tigris, y está flanqueado al este por la isla de Chuenpi, donde los Qing tenían una fortificación militar para controlar el acceso a Cantón, que se encuentra aguas arriba.

Mientras los británicos atacaban Chusan, el almirante Guan Tianpei reforzó la defensa del estrecho de Humen (llamado tradicionalmente Bocca Tigris por los europeos), que daba acceso al brazo del río de las Perlas que pasa por Cantón. Guan Tianpei llevaba reforzando Humen desde el asunto Napier de 1835, y los chinos sospechaban que los británicos intentarían atacar el canal para lograr acceder a Cantón. El estrecho de Humen estaba dominado por dos fuertes que bloqueaban el tránsito del río, y estaban guarnecidos con 3000 soldados y 306 cañones. Para cuando la flota británica a cargo de Bremer estuvo lista para atacar, los chinos habían desplegado unos 10 000 soldados Qing para defender Cantón y sus inmediaciones. La flota británica inició el ataque en enero de 1841 con el bombardeo de la guarnición de Chuenpi. Los chinos respondieron con un grupo de brulotes incendiarios, que los británicos evadieron. El 7 de enero de 1841 Bremer logró una victoria decisiva en la Segunda Batalla de Chuenpi, que resultó en la destrucción de 11 juncos de guerra chinos y la captura del fuerte chino de la isla de Chuenpi. Esto permitió a los británicos imponer un bloqueo completo a la ciudad de Cantón, y el control naval del estuario del río de las Perlas.
Sabedor del valor estratégico que dicho estuario tenía para China, y reconociendo que la superioridad naval de los británicos haría muy costosa la reconquista de la región, Qishan, que acababa de llegar desde Zhili para tomar posesión como virrey, decidió evitar toda confrontación y entablar negociaciones de paz con el Reino Unido. El 20 de enero de 1841, tras una semana de negociaciones celebradas en la isla de Chuenpi, Qishan y Charles Elliot redactaron el borrador de la llamada Convención de Chuenpi, por medio de la cual pretendían poner fin al conflicto bélico. La Convención establecía la igualdad diplomática plena entre China y Gran Bretaña, el canje de Chusan por la isla de Hong Kong, el intercambio de prisioneros, y la reapertura del comercio en Cantón el 1 de febrero de 1841. China también se comprometía a pagar 500 000 libras esterlinas de indemnización por la incautación del opio de 1838. El estatus legal del opio quedaba en el aire, y se dejaba abierto para futuras conversaciones diplomáticas. Pese al aparente éxito de las negociaciones, tanto el gobierno imperial de China como el gobierno británico se negaron a ratificarla. El emperador Daoguang estaba furioso con la idea de que China fuera a ceder territorios por medio de un tratado que había sido firmado por Qishan sin su permiso. Ordenó el arresto de Qishan, al que sentenció a muerte, aunque luego conmutó su sentencia por un servicio militar. Lord Palmerston, por su parte, rechazó la Convención porque la indemnización extraída por Elliot no cubría los gastos de guerra y las necesarias indemnizaciones a las que Elliot se había comprometido en 1838. Furioso con el resultado, destituyó a Charles Elliot, al que llamó de vuelta a Gran Bretaña, y prefirió continuar la contienda.

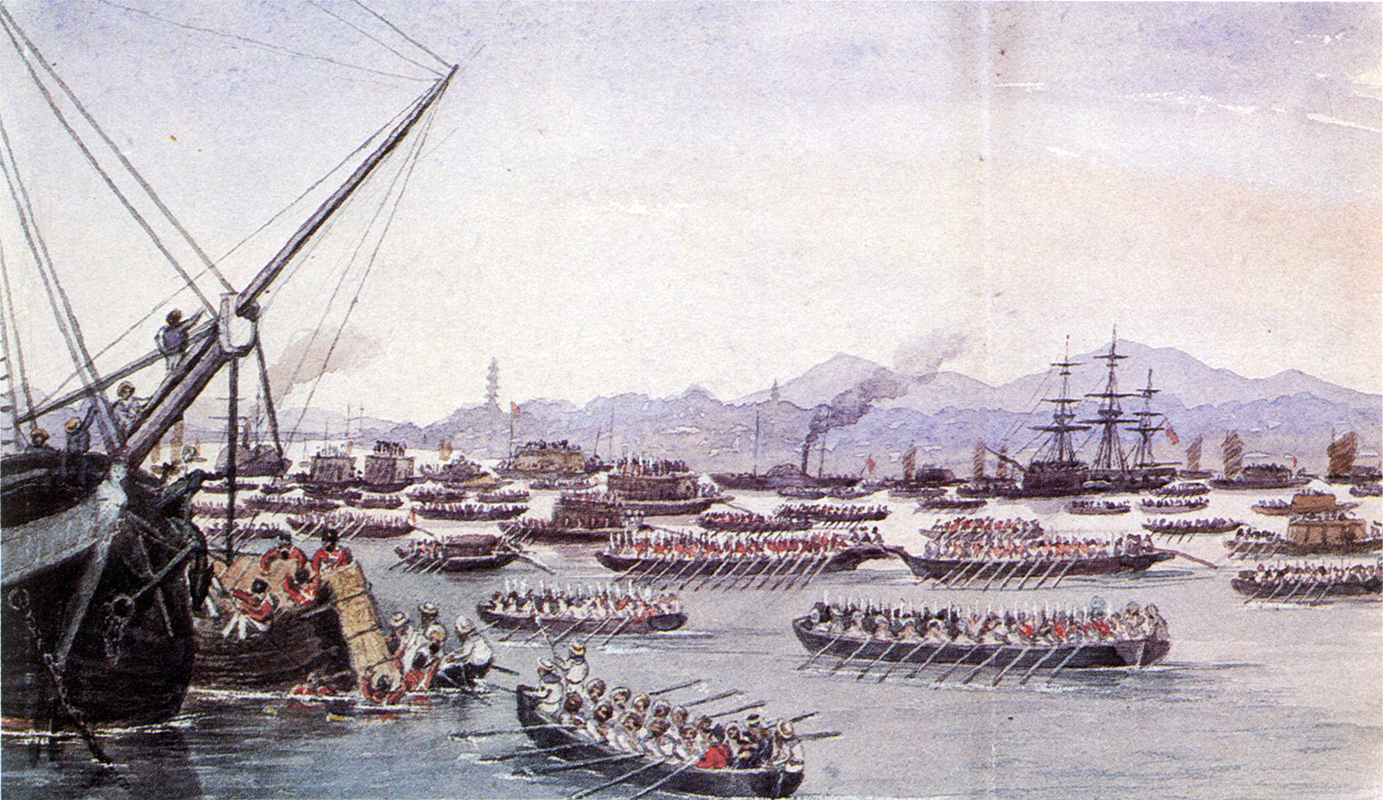
La flotilla británica aproximándose a la ciudad de Cantón en mayo de 1841.

Entre el 20 de enero de 1841 y mediados de febrero de 1841, mientras Qishan y Elliot esperaban la ratificación del acuerdo, hubo un alto el fuego. Elliot ocupó militarmente la isla de Hong Kong el mismo 20 de enero de 1841, dando comienzo a la colonia británica de Hong Kong ese mismo día. Cuando se supo que Qishan había sido destituido y que Daoguang no iba a aceptar el tratado, se retomaron las hostilidades. El 19 de febrero de 1841 el HMS Nemesis fue atacado junto a la isla de Wangtong. Los comandantes británicos ordenaron el bloqueo del estuario de nuevo, y retomaron los combates contra los chinos. El 26 de febrero capturaron el resto de los fuertes del estrecho de Humen, lo que permitió a la flota británica avanzar aguas arribas hacia Cantón. El almirante Tianpei falleció durante estos enfrentamientos del 26 de febrero. El 2 de marzo los británicos atacaron el fuerte Qing de Pazhou y capturaron Whampoa, la principal isla en la margen derecha del río de las Perlas frente a Cantón. Esta acción amenazaba directamente el flanco este de la ciudad de Cantón. El general Gough, que acababa de llegar desde Madrás a bordo del HMS Cruizer dirigió personalmente el ataque a Whampoa. Elliot, que todavía ignoraba su destitución, negoció una tregua de tres días con el gobernador general de Cantón. Entre el 3 y el 6 de marzo, las tropas británicas que habían evacuado Chusan en virtud de la fallida Convención de Chuenpi llegaron al río de las Perlas. Los chinos también recibieron refuerzos, y para el 16 de marzo el general Yang Fan estaba al mando de 30 000 soldados acantonados en los alrededores de Cantón.
Mientras el grueso de la flota se preparaba para atacar Cantón desde el estrecho de Humen, un grupo de tres barcos de guerra británicos se desligaron de la flota para tratar de acceder a Cantón a través del río Xi, que conectaba Macao con Cantón. Esta flotilla estaba dirigida por el capitán James Scott (1790-1872) y el superintendente Elliot, y estaba formada por la fragata HMS Samarang y los barcos de vapor HMS Nemesis y HMS Atalanta. El río Xi era poco profundo, con lo que los Qing creían imposible un ataque por ese flanco. Sin embargo, el poco calado de los barcos de vapor permitió a Scott y Elliot avanzar por su curso, y entre el 13 y el 15 de marzo la flotilla británica capturó o destruyó numerosos barcos de guerra y equipamiento militar chinos. La expedición Broadway, como es conocida, hundió 9 juncos de guerra, capturó 6 fuertes chinos y 105 cañones.

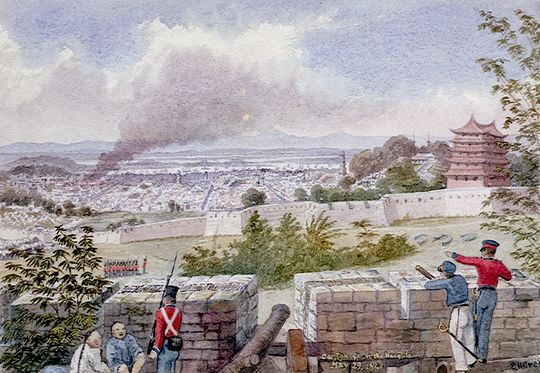
Los soldados británicos ocupan las zonas altas de Cantón en marzo de 1841.

Tras la toma de Whampoa y Pazhou y la aniquilación de las defensas chinas en el río Xi, los británicos habían neutralizado las defensas exteriores de Cantón, y controlaban el río de las Perlas. El mando británico comenzó a considerar un ataque directo sobre Cantón. Elliot creía que era más sensato evitar dicho ataque y entablar negociaciones con los Qing. El ejército Qing evitó confrontaciones directas con los británicos, y empezó a fortificar la ciudad de Cantón. Los ingenieros militares chinos hundieron varios barcos a la entrada de Cantón para bloquear el río, y empezaron a construir brulotes. Los mercaderes chinos de Cantón recibieron órdenes de evacuar toda la seda y el té de Cantón a fin de imposibilitar el comercio, y se extendió la prohibición de abastecer a extranjeros a toda la población local. El 16 de marzo, un navío británico se acercó a un fuerte frente a Cantón con una bandera de tregua. Los chinos dispararon contra él, y los británicos respondieron incendiando el fuerte con cohetes. Elliot dedujo de esto que los chinos se estaban preparando para atacar, con lo que decidió no esperar más y ordenó un ataque frontal contra la ciudad.
El 18 de marzo de 1841 los británicos atacaron Cantón, y capturaron el distrito de las factorías sin grandes dificultades. Aunque no entraron en el recinto principal, la ciudad fue parcialmente ocupada por los británicos, y el comercio fue reabierto tras entablar negociaciones con los mercaderes hong. Tras dos días más de enfrentamientos, los británicos hicieron valer su superioridad frente a los chinos y ocuparon todas las zonas altas de Cantón, rodeando la ciudad. Se declaró una tregua el 20 de marzo, y como señal de buena fe Elliot ordenó la retirada de la flota británica de vuelta al estrecho de Humen.
A mediados de abril de 1841, Yishan (1790-1878), el sucesor de Qishan, llegó a Cantón. Declaró que el comercio debía permanecer abierto, envió emisarios a Elliot, y empezó a reorganizar sus recursos militares a las afueras de Cantón. En unos pocos días, unas 50 000 tropas Qing se reagruparon a las afueras de Cantón, y el dinero obtenido con el comercio fue usado para reparar y expandir las defensas de Cantón. Se construyeron baterías de artillería a lo largo del río y desplagaron tropas chinas en Whampoa y las islas del estrecho de Humen. Un edicto del emperador Daoguang ordenó en ese momento el exterminio de los "rebeldes", y Yishan dio órdenes de expulsar a los británicos del río de las Perlas. Esta orden fue filtrada a la comunidad británica de Cantón, que sospechaban de las autoridades chinas por el evidente refuerzo de las defensas de Cantón. En mayo de 1841 muchos hong evacuaron Cantón, lo que acrecentó el temor a un recrudecimiento de las hostilidades. Se extendieron los rumores de que buceadores Qing estaban taladrando los barcos británicos y de que los chinos habían preparado una flota de brulotes contra la marina real británica. El 20 de mayo Yishan emitió un comunicado en el que pedía a "las gentes de Cantón y a todos los mercaderes extranjeros que sean respetuosamente obedientes que no se alarmen ni tengan temor ante las tropas militares que se están reuniendo alrededor de Cantón, pues no hay probabilidad alguna de enfrentamientos." Al día siguiente, al conocer la noticia Elliot pidió a los comerciantes británicos que evacuaran Cantón, y ordenó el regreso de varios buques de guerra a Cantón.
La noche del 21 de mayo los Qing comenzaron un ataque coordinado contra el ejército y la armada británica. Las baterías de artillería de las bancadas del río de las Perlas, que los Qing habían reconstruido en secreto, abrieron fuego contra la marina británica, lo que permitió a los Qing retomar el distrito de las factorías. Una formación de 200 brulotes chinos fue lanzada contra los barcos británicos en Cantón, que lograron evadir el ataque. Aguas abajo en Whampoa, los chinos trataron de atacar varios buques británicos que estaban anclados allí, con la intención de evitar que lograran alcanzar Cantón. El general Gough, que esperaba un ataque de este tipo, consolidó la plaza británica en Hong Kong y envió tropas de refuerzo a Cantón, que llegaron el 25 de mayo. Los británicos capturaron los cuatro últimos fuertes que defendían Cantón, y comenzaron a bombardear la ciudad. El ejército Qing huyó de la ciudad, y los británicos decidieron darlos caza desplegando tropas por las inmediaciones de Cantón. El 29 de mayo, una muchedumbre de 20 000 campesinos cantoneses atacó y derrotó a una compañía de 60 sepoys al servicio de los británicos en la aldea de Sanyuanli, al norte de Cantón. Temeroso de un alzamiento popular en su contra, Gough replegó las tropas de vuelta a Cantón. El 30 de mayo los enfrentamientos terminaron, y la ciudad de Cantón pasó a estar totalmente ocupada por los británicos.
Tras la toma de Cantón, el comandante de la guarnición británica y el gobernador general de Cantón negociaron un alto el fuego en la región conocido como el "Chantaje de Cantón". Bajo los términos del acuerdo, los chinos pagaron una importante suma para retirarse de vuelta a los fuertes de Humen, lo que hicieron el 31 de mayo. El acuerdo fue firmado por Elliot sin consultar con Gough ni con Bremer, lo que predispuso en su contra aGough.
En su despacho militar a Daoguang, Yishan declaró la fallida defensa de Cantón un éxito. Afirmó que "los bárbaros han suplicado al general en jefe que implore al emperador que éste tenga misericordia de ellos, y que permita que sus deudas sean saldadas y que puedan reanudar el comercio en cuanto retiren sus barcos del estrecho de Humen y nunca vuelvan a intentar atacarnos." Peso a esto, el general Yang Fang fue censurado por el emperador por haber accedido a una tregua en vez de haber resistido a los británicos. El emperador no fue informado de que la expedición británica no había sido derrotada y estaba grandemente intacta. La corte imperial siguió debatiendo las opciones militares de China, por cuanto Daoguang quería que Hong Kong fuera retomada.

### China central (otoño de 1841 - primavera de 1842)
Tras su retirada de Cantón, los británicos se concentraron en Hong Kong. Mientras Elliot quería entablar conversaciones de paz con China, el general Gough abogaba por capturar la ciudad de Amoy y bloquear la desembocadura del río Yangtsé. En julio de 1841 un tifón asoló Hong Kong, dañando varios barcos y destruyendo las infraestructuras que los británicos habían estado construyendo en la isla. La situación cambió cuando el 29 de julio Elliot fue informado de que había sido destituido por Palmerston, y sustituido por Henry Pottinger, que llegó a Hong Kong el 10 de agosto para relevar a Elliot. Pottinger, siguiendo las instrucciones de Palmerston, quería forzar al gobierno imperial a negociar, con lo que accedió a los planes de Gough y dio permiso a las fuerzas británicas para que comenzaran su ataque en China central a fin de ejercer presión sobre Pekín. El recién llegado almirante Sir William Parker estaría a cargo de la expedición naval.
El 25 de agosto la flota británica entró el estuario del río Jiulong y atacó Amoy. La ciudad estaba bien defendida, con lo que Parker descartó un ataque naval directo y coordinó con el general Gough un ataque anfibio. El 26 de agosto los infantes de marina y la infantería regular británicas flanquearon y destruyeron las defensas chinas que protegía Amoy. La guarnición de la ciudad la abandonó el 27 de agosto, y las tropas británicas ocuparon la ciudad, haciendo explotar el polvorín de la misma. Capturaron 26 juncos de guerra y 128 cañones, que destruyeron tirándolos al río. Los británicos se retiraron posteriormente a una isla del río, donde dejaron una pequeña guarnición. Como Palmerston quería convertir Amoy en un puerto de comercio internacional, Gough ordenó que Amoy no fuera saqueada. Sin embargo, como la ciudad había quedado desierta de autoridades, una turba de campesinos, desertores y truhanes la saqueó. Las tropas Qing retomaron la ciudad unos días después, y el gobernador de la misma declaró en un despacho que habían conseguido una gran victoria y destruido 5 buques británicos.
Mientras tanto, en Gran Bretaña Lord Palmerston había cesado como ministro de Asuntos Exteriores el 30 de agosto. Su sucesor, el propio primer ministro Lord Melbourne abogaba por una contienda más mesurada.
En septiembre de 1841 el barco de transporte Nerbudda se hundió frente a las costas de Taiwán tras un breve enfrentamiento con un fuerte chino. Los supervivientes del Nerbudda fueron apresados por las autoridades chinas. 197 de ellos serían ajusticiados el 10 de agosto de 1842, mientras que 87 más morirían de enfermedades.
En octubre de 1841 los británicos capturaron de nuevo Chusan, y recobraron el control del importante puerto de Dinghai. Esto les permitió tener una base en la China central. El 10 de octubre la fuerza naval británica bombardeó y capturó uno de los fuertes defensivos de Ningbo. Los chinos se enfrentaron a las tropas británicas en la carretera que unía el pueblo de Chinhai con Ningbo, donde fueron derrotados. Tras esto, las autoridades chinas decidieron evacuar Ningbo, y los británicos capturaron la ciudad vacía el 13 de octubre. La caída de Ningbo supuso otro golpe contra China: una de las principales fábricas de armas de China centra estaba en Ningbo, lo que redujo la habilidad de los mandos chinos de reponer las armas perdidas. Además, la caída de Ningbo amenazaba el cercano río Qiantang y la ciudad de Nankín.
Las hostilidades cesaron en el invierno de 1841, mientras los británicos se reabastecían en sus posiciones de Ningbo, Dinghai, Amoy y Hong Kong. Debido a los continuos informes falsos que Yishan y otros gobernadores provinciales enviaban a la corte imperial, Daoguang infravaloró la amenaza británica, y no hizo nada para fortalecer China central. A finales de 1841, Daoguang descubrió que sus funcionarios habían estado mandándole informes falsos, con lo que ordenó al gobernador de Guangxi, Liang Chang-chü, que le enviara un informe detallado y verídico de los acontecimientos de Cantón, provincia limítrofe con Guangxi. Hizo saber a Liang que disponía de medios para contrastar la información, con lo que tenía que ser veraz. Liang ofreció a Daoguang un informe brutal de las continuas derrotas sufridas por China. Daoguang ordenó el arresto de Yishan, al que condenó a muerte.
Tras esto, Daoguang, conocedor de la verdadera magnitud de la amenaza británica dio órdenes a las provincias y ciudades costeras de que se fortificaran para posibles incursiones británicas. En la primavera de 1842 ordenó a su primo Yijing (1793-1853) que capturara la ciudad de Ningbo. En la subsiguiente batalla de Ningbo del 10 de marzo de 1842, la guarnición británica repelió el asalto de los Qing, que sufrieron graves pérdidas. Los británicos persiguieron al ejército en retirada hasta la ciudad de Cixi (en Zhejiang), que tomaron el 15 de marzo.
Los británicos capturaron el importante puerto de Zhapu en la desembocadura del Yangtsé el 18 de mayo. En esta acción los británicos derrotaron a un destacamento de 300 soldados del ejército de los 8 estandartes, las tropas de élite de la dinastía Qing. El general Gough destacó la valentía de dichas tropas.

### Campaña en el Yangtsé (1842)
Para finales de mayo de 1842, buena parte de los puertos de China central estaban bloqueados por los británicos. El general Gough decidió entonces asestar un golpe definitivo a las finanzas del imperio Qing atacando el río Yangtsé, eje del comercio interno de China. Reunió una fuerza de 25 barcos de guerra y 10 000 soldados en Ningpo y Zhapu en mayo, planeando avanzar hacia el interior del valle del Yangtsé. La avanzadilla de esta expedición consiguió capturar cerca de Nankín las barcazas que transportaban la recaudación de impuesto de toda China, asestando un duro golpe a los ingresos de la Corte Imperial de Pekín.
El 14 de junio de 1842 la flota británica se hizo con el control de la boca del río Huangpu. El 16 de junio, durante la batalla de Woosung, los británicos capturaron las localidades de Wusong y Baoshan. El almirante Chen Huacheng falleció durante esta batalla. El 19 de junio, los británicos se desplegaron en las afueras de Shanghái, que tras la derrota china de Woosung había quedado desguarnecida. En el transcurso de la jornada, los británicos saquearon Shanghái.
La caída de Shanghái dejó abierta la ruta hacia la ciudad de Nankín. Considerada como la segunda capital de China, Nankín era vital para los Qing, pues concentraba todo el comercio del norte del país al ser el puerto final del Gran Canal, por donde se transportaban los alimentos del sur de China hacia el norte. Un ejército de 56 000 abanderados manchú del Ejército de los Ocho Estandartes y del Ejército del Estandarte Verde se había reunido en Nanjín a fin de reforzar las defensas del Yangtsé. Sin embargo, se corrió el rumor de que los británicos preparaban un asalto directo a Tientsin y Pekín, con lo que parte de los recursos de este ejército fueron desviados rápidamente para organizar la defensa de Zhili. Este ataque nunca se produjo. El pánico entre los cuadros de la Corte Imperial era patente, y los llevó a hacer aberturas de paz: el comandante de la provincia de Liangjiang liberó a los 16 prisioneros de guerra británicos que tenían, y el emperador ofreció en secreto importantes sumas a los británicos por no entrar en el Yangtsé.
El 14 de julio la flota británica entró en el Yangtsé. La flota de reconocimiento alertó al general Gough de la importancia logística de la ciudad de Zhenjiang, que Gough decidió capturar. Zhenjiang estaba mal defendida: la mayor parte de la guarnición y de sus cañones había sido desviados a Wusong, con lo que habían caído en manos de los británicos. El pánico en la ciudad era patente: las fuentes chinas hablan de 100 traidores ejecutados en los días previos al ataque británico. La flota británica llegó a la ciudad el 21 de julio, y asoló los fuertes que la defendían con un bombardeo naval. Los defensores chinos se retiraron a las colinas cercanas, forzando a las tropas de Gough a desembarcar prematuramente. Esto fue aprovechado por la guarnición de la ciudad para abrir las puertas y atacar a los británicos. El resto del combate se desarrolló entre las calles de Zhenjiang, donde los soldados chinos y muchas familias de civiles prefirieron suicidarse a ser apresadas por los británicos. La batalla de Chinkiang, como se la conoce, fue la más sangrienta para los británicos: perdieron 36 soldados tomando la ciudad.
Tras capturar Zhenjiang, la flota británica cortó el Gran Canal, paralizando el sistema Caoyun en uso desde hacía casi dos mil años para transportar y distribuir grano desde las prósperas tierras del sur de China hacia el agreste norte. La flota británica zarpó de Zhenjiang el 3 de agosto de 1842, con la intención de tomar Nankín. Llegaron al distrito de Jiangning el 9 de agosto, y estaban en posición para atacar la ciudad el 11 de agosto. Aunque el emperador no había enviado instrucciones explícitas para ello, los mandarines de Nankín decidieron acceder a las negociaciones de paz que exigían los británicos.

## Tratado de Nankín
El 14 de agosto de 1842, una delegación china encabezada por Keying, Yijing, y Llipu salió de Nankín para encontrarse con la flota británica. Tras dos semanas de negociaciones, los británicos alcanzaron un principio de acuerdo con el que poner fin al conflicto. Las negociaciones se demoraron varias semanas ante la insistencia británica de que el tratado debía ser aceptado por el emperador Daoguang. Para ese entonces, los estragos que los británicos habían causado en infraestructuras fundamentales del Imperio Chino eran tales que el gobierno imperial aconsejó al emperador que aceptara el acuerdo. El 21 de agosto el emperador Daoguang autorizó a sus representantes a firmar el tratado. Con la firma del tratado de Nankín a bordo del HMS Cornwallis el 29 de agosto de 1842, la primera guerra del Opio llegó a su fin.

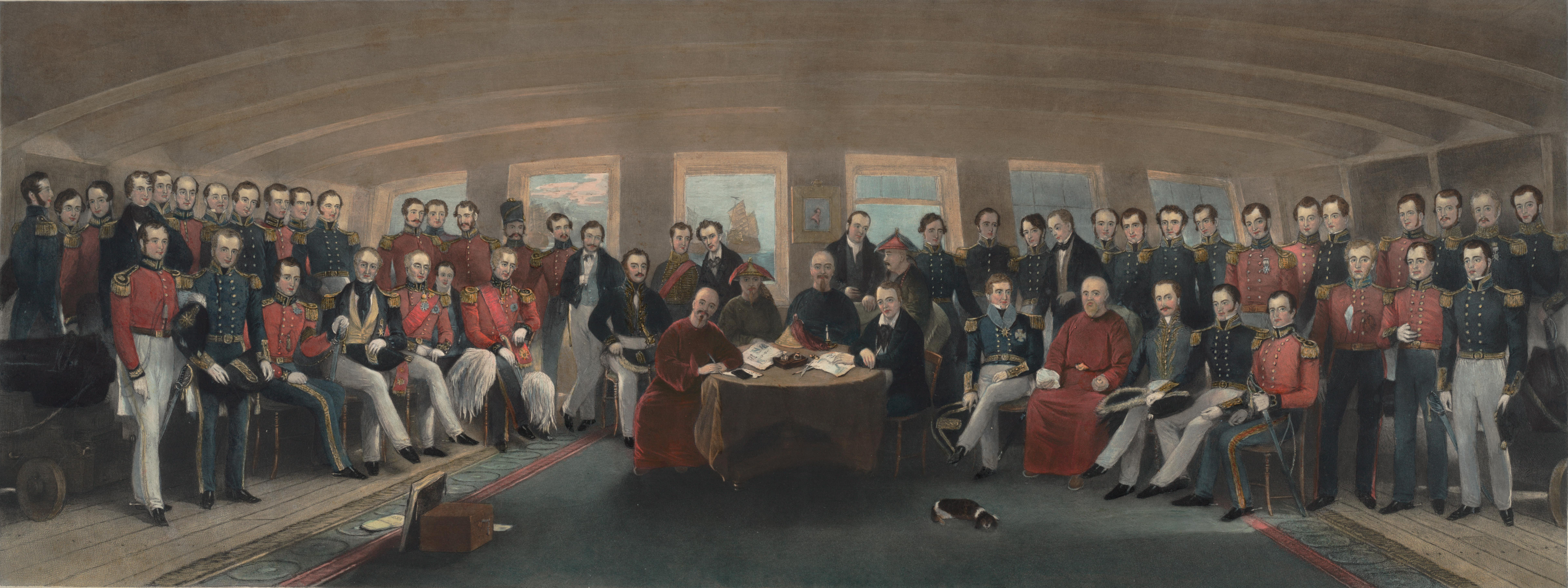
Pintura al óleo que muestra a los signatarios del Tratado de Nankín.

## Consecuencias
El tratado de Nankín está considerado el primer Tratado Desigual al que las potencias occidentales sometieron a la China Imperial. En base al mismo, China se comprometía a indemnizar al Reino Unido con 21 millones de taeles de plata, suficientes para cubrir los costes de la guerra y de las indemnizaciones a los traficantes de opio. Se abolió el monopolio de los hong, y se abrieron al comercio los puertos de Shamian, Amoy, Fuzhou, Ningbó, y Shanghái. China también concedió derechos de extraterritorialidad a los súbditos británicos que operaran en los puertos del tratado, y reconoció la soberanía británica sobre la isla de Hong Kong. En 1844, los Estados Unidos y Francia obtuvieron concesiones similares en virtud de, respectivamente, el tratado de Wanghia y el tratado de Whampoa. Los aranceles comerciales fueron abolidos, lo que impedía a los chinos proteger a las industrias locales de las importaciones extranjeras.
El tratado de Nankín selló la derrota definitiva de China. Los términos del tratado evitaban discutir el narcotráfico, que continuó creciendo sin control en las décadas subsiguientes. Los chinos perdieron el control de sus relaciones comerciales a favor de las potencias occidentales, y el desgaste y humillación nacional sumió al gobierno imperial en una crisis de la que jamás se recuperó. El estallido de la brutal rebelión Taiping en 1850 se debió en gran medida al desprestigio interno de la dinastía Qing, y a la crisis económica que la guerra del opio ocasionó en China.
Dos años después de la firma del tratado, las primeras rebeliones internas empezaron a amenazar el comercio internacional. Esto provocó cada vez en mayor medida la injerencia de las potencias occidentales en asuntos domésticos chinos, a fin de garantizar sus intereses económicos y el comercio internacional. Dada la imposibilidad del gobierno Qing para mantener la recaudación fiscal necesaria para hacer frente a las indemnizaciones, en 1844 los británicos convencieron al gobierno imperial de que empezara a emplear a extranjeros en sus aduanas. Para la década de 1850, el Servicio de Aduanas Marítimas de China, una de las ramas más importantes de la burocracia imperial, estaba gestionado en gran parte por extranjeros occidentales. En 1858, tras la segunda guerra del opio, Gran Bretaña, Rusia, Estados Unidos y Francia forzaron la legalización del opio en China.

### Reacciones
Algunos historiadores sostienen que Lord Palmerston instigó la guerra del Opio para mantener el principio del libre comercio. Glenn Melancon, por ejemplo, aduce que las razones para ir a la guerra no eran el opio, sino la necesidad del Reino Unido de mantener su reputación, honor, y su compromiso con el libre comercio. China estaría presionando a Gran Bretaña en un momento en el que los británicos se enfrentaban a dificultades comerciales en el Oriente próximo, las fronteras de la India y en Latinoamérica. Según Melancon, al final declarar la guerra a China se convirtió en un asunto de honor y prestigio global. El expresidente americano John Quincy Adams comentó que el opio era "una mera anécdota en la disputa...la causa de la guerra era la postración ritual – la arrogante e insoportable pretensión de China de que podía mantener intercambios comerciales con el resto de la humanidad no en términos de igual reciprocidad, sino según las formas insultantes y degradantes propias de las relaciones entre señores y vasallos."

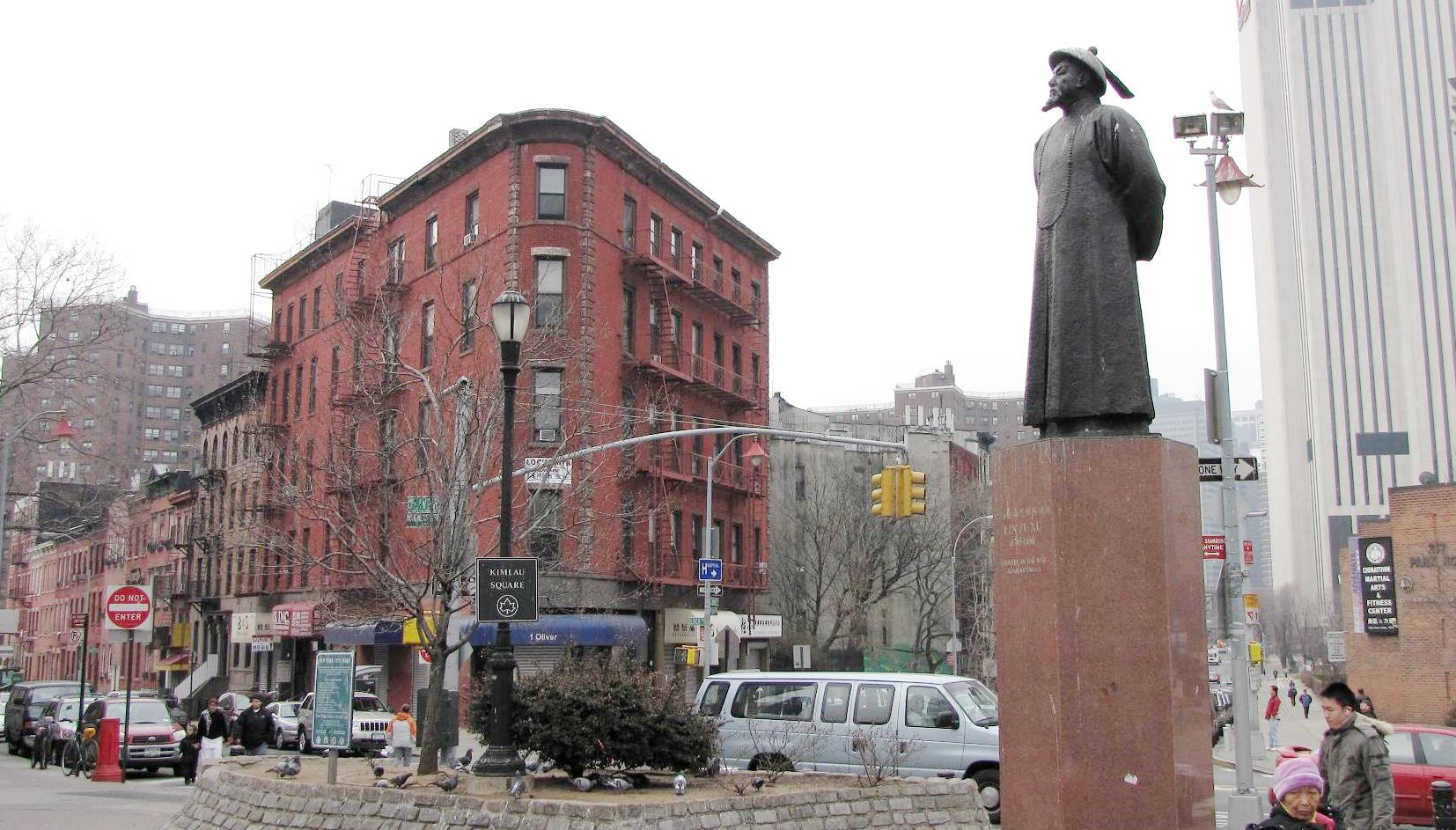
Estatua del comisario imperial Lin Zexu en Manhattan, Nueva York.

Uno de los grandes oponentes del tráfico de opio y del conflicto fue el futuro primer ministro británico William Ewart Gladstone. Como parlamentario, Gladstone se refirió al narcotráfico entre la India y China como "infame y atroz". Gladstone se opondría con fiereza tanto a la primera como a la segunda guerra del Opio (1857), denunciaría la violencia británica contra los chinos, y se opuso en todo momento al narcotráfico. Gladstone criticó severamente la "guerra del Opio de Palmerston", y afirmó que temía "el juicio que Dios vaya a hacer de Inglaterra tras nuestra perversa injusticia para con China" en mayo de 1840. En un discurso ante el Parlamento británico, afirmó que jamás había oído hablar de "una guerra de origen más injusto, una guerra con un progreso más calculado para cubrir a este país con permanente deshonra." Su hostilidad con el opio parece ser debida a los efectos negativos que la droga había causado en su hermana Helen Gladstone. Debido al conflicto, Gladstone tuvo muchas dudas de unirse al gobierno de Peel en 1841.
El comisario Lin Zexu, llamado a menudo "Lin el del Cielo Claro" por su moral ejemplar, se convirtió en el chivo expiatorio de China. Se le culpó de haber fracasado en su intento de acabar con el narcotráfico, y de haber causado en su intento una guerra desastrosa para China debido sobre todo a su rigidez e incapacidad para entender el mundo moderno. Esta opinión de Lin Zexu cambió durante el siglo XX, cuando China comenzó a buscar héroes: Lin Zexu es actualmente reconocido como un héroe nacional y ejemplo de virtud cívica, y ha sido inmortalizado con estatuas y monumentos en muchas ciudades de China. La comunidad china de Nueva York erigió una estatua en su honor en Chatham Square, en Chinatown, Manhattan, donde se le presenta como "Pionero en la guerra contra las drogas". De hecho, reconociendo su singular virtud y habilidades, el gobierno Qing rehabilitó pronto a Lin Zexu: tras unos años de exilio en Xinjiang, para 1845 era gobernador de Shaanxi, y aunque nunca volvió a alcanzar el rango de virrey, falleció en 1850 siendo gobernador de Guangxi mientras intentaba sofocar la rebelión Taiping, que había estallado en dicha provincia. Qishan también consiguió recuperar su carrera, en buena medida gracias a su mayor estatus social como manchú y descendiente de Gengis Khan: tras un lustro de "exilio" como Amban del Tíbet, volvió en 1846 a China como virrey de Sichuan, y participó en la lucha contra los Taiping, falleciendo en 1854 mientras organizaba un ataque contra los rebeldes en Yangzhou. El superintendente Charles Elliot retornó al Reino Unido en desgracia, donde habiendo alienado a los mandos militares, su desempeño como representante británico fue muy criticado por su indecisión, facilidad para ser influenciado y su tendencia a sobrerreaccionar. Volvió al servicio del Ministerio de Asuntos Exteriores, donde sirvió como gobernador de varias islas caribeñas de segunda fila antes de jubilarse en 1869.

### Consecuencias financieras y sociales
Tras el tratado de Nankín, China entró en una grave crisis económica. la crisis del opio se mantuvo, y esto provocó el colapso del tipo de cambio entre la plata y las monedas de cobre chinas. Nominalmente, un tael de plata (37 g) cotizaba a unas 1000 monedas de cobre. En 1845, el tael cotizaba a 2200 monedas de cobre. Esto hizo que tras la guerra del opio, los impuestos se doblaran.
En el campo, el deterioro de la economía y la escalada de impuestos supuso que los campesinos se endeudaran cada vez más con los terratenientes. Los desahucios se generalizaron, y los campesinos expulsados de sus tierras empezaron a unirse a bandas de forajidos y sociedades secretas. Al abandonar el campo, la producción agrícola entró en declive, lo que llevó a hambrunas generalizadas. En las ciudades, los artesanos urbanos se enfrentaron a un panorama desolador. Las facturas inglesas y europeas, mucho más baratas, entraron con fuerza en el mercado chino. Esto causó desempleo generalizado, hambrunas urbanas y gran descontento popular. Entre 1842 y 1849 hubo unas 100 revueltas populares antes de que en 1850 estallara en Guangxi la rebelión Taiping. Se dieron numerosos casos de progroms y ataques contra los "demonios extranjeros" a los que se les culpaba de todo, sobre todo en Cantón y Fuzhou.
Con el acceso al trono del emperador Xianfeng en 1851, la corte imperial intentó renegociar los términos del tratado de Nankín. Las potencias occidentales se negaron. Esto predispuso a muchos chinos en contra de la dinastía Qing, y dio vida a la rebelión. El gobierno imperial, presionado para derrotar a los Taiping por las potencias occidentales, y para expulsar a los extranjeros por el pueblo llano, fue incapaz de dar respuesta a los problemas de China, y acabó sucumbiendo en la segunda guerra del opio (1856-1860).